# Combats d'Anvers (1830)
Ne doit pas être confondu avec Siège d'Anvers.
Guerre belgo-néerlandaise
Les combats d'Anvers sont l'un des épisodes de la révolution belge. Ils ont lieu lors de la guerre belgo-néerlandaise, à la fin du mois d'octobre 1830. 
Anvers est alors l'une des dernières grandes villes « belges » à encore demeurer sous contrôle néerlandais depuis la proclamation de l'indépendance de la Belgique du Royaume uni des Pays-Bas, le 4 octobre 1830. 
Les combats débutent par l'insurrection du peuple et des bourgeois anversois qui prennent le contrôle de nombreux bâtiments civils et militaires à l'intérieur de la cité. Ils se poursuivent, en parallèle, par l'attaque de plusieurs portes de l'enceinte d'Anvers et l'entrée dans la ville de l'armée des volontaires de la révolution belge. Venus de Bruxelles, où ils viennent de battre l'armée du prince Frédéric lors des Journées de Septembre, les insurgés belges poursuivent leur route vers le nord avec pour objectif de « libérer » les provinces du sud et de repousser les forces armées du Royaume uni des Pays-Bas vers la frontière belgo-néerlandaise. Les soldats « hollandais » présents dans la ville se retranchent alors dans la citadelle d'Anvers, sous le commandement du général David Chassé. 
Après plusieurs escarmouches, ce dernier fait bombarder la ville depuis la citadelle et les autres forts de la position fortifiée d'Anvers, ainsi qu'avec l'appui d'une flottille de la marine royale néerlandaise, en position sur l'Escaut. Le bombardement a lieu le 27 octobre 1830, dure près de 7 h, fait 85 morts et des dégâts considérables. Il touche profondément l'opinion publique belge et est, par la suite, régulièrement repris par la propagande comme exemple de « barbarie hollandaise » par le gouvernement provisoire de Belgique, en quête de consolidation de l'unité nationale belge.

## Contexte

### Guerre belgo-néerlandaise

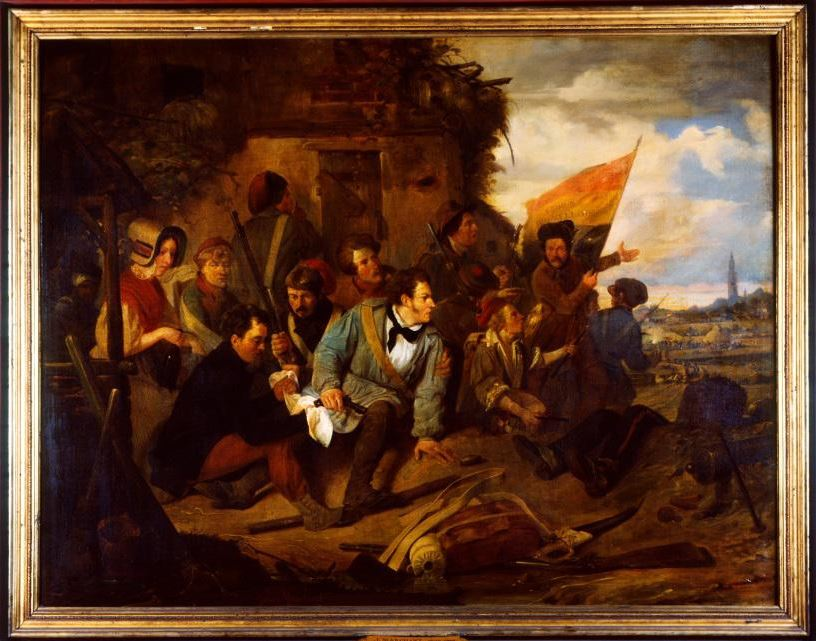
La bataille de Berchem, le 24 octobre 1830.

Après avoir chassé l'armée néerlandaise de Bruxelles lors des Journées de Septembre puis que le gouvernement provisoire de Belgique ait proclamé l'indépendance de la Belgique du Royaume uni des Pays-Bas le 4 octobre 1830, les volontaires de la révolution belge s'engagent dans la guerre belgo-néerlandaise en repoussant progressivement les troupes du roi Guillaume Ier vers la frontière entre la Belgique et les Pays-Bas. Plusieurs batailles sont menées à l'approche d'Anvers, comme la bataille de Lierre le 18 octobre, la bataille de Walem le 20 ou la bataille de Berchem le 24.

### La situation d'Anvers

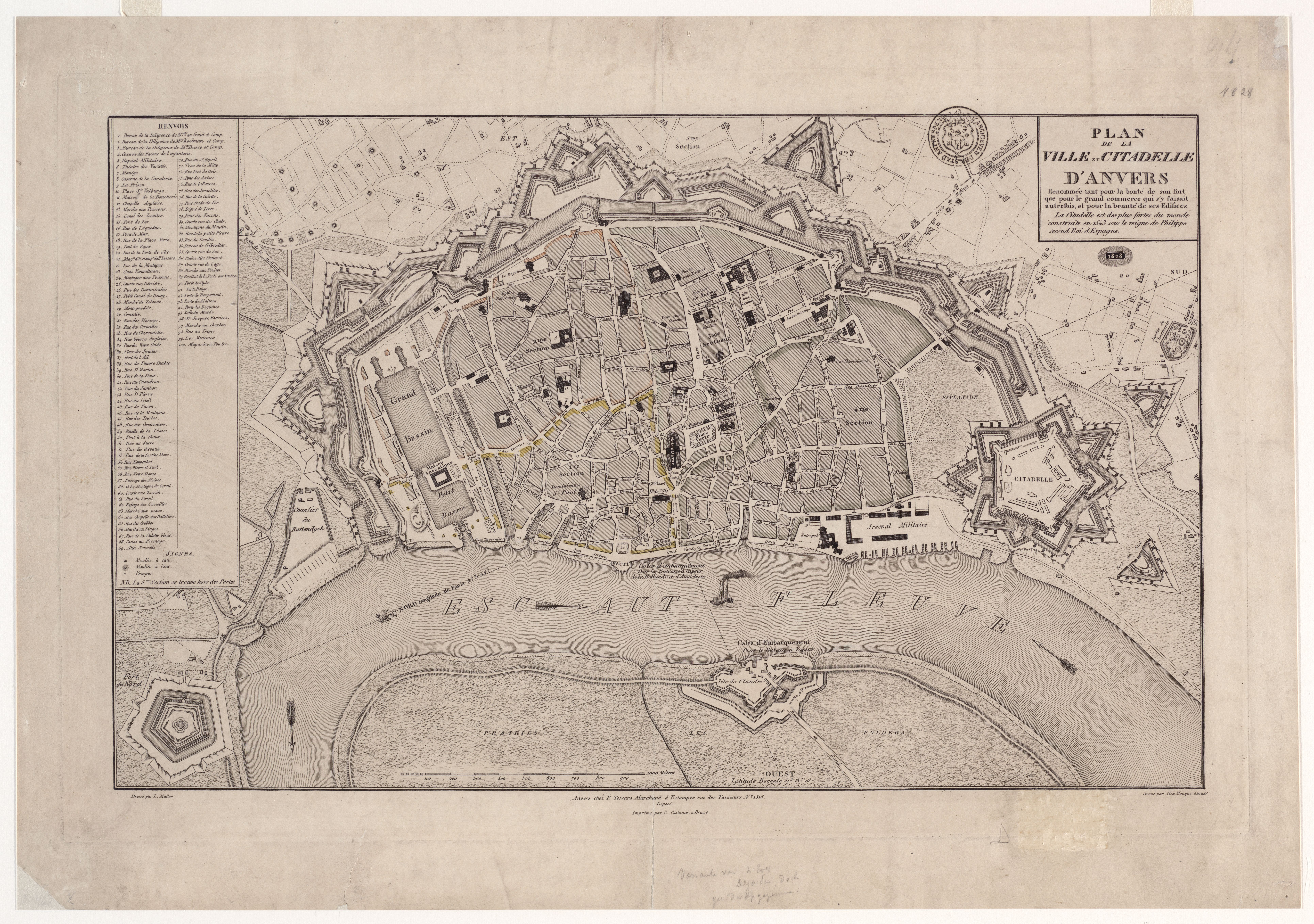
La ville d'Anvers, son enceinte médiévale et sa citadelle (à droite), en 1828.

La ville d'Anvers revêt une importance stratégique par sa taille, elle est la deuxième ville la plus peuplée de Belgique, mais aussi par son port, situé sur l'Escaut et qui est déjà l'un des grands ports d'Europe. Chef-lieu de la province d'Anvers, elle abrite les autorités et le gouverneur provincial, Alexandre François Ghislain van der Fosse. Son bourgmestre, Willem Andreas de Caters, est un fervent partisan du roi Guillaume Ier.
D'un point de vue militaire, la ville est, depuis longtemps, très bien défendue et entourée par une enceinte de murailles. Napoléon Bonaparte disait d'elle deux décennies plus tôt qu'elle était « un pistolet braqué vers le cœur de l’Angleterre ». En 1830, elle possède une garnison de 8 000 hommes appartenant à la 15e afdeeling des forces armées du Royaume uni des Pays-Bas, logés dans la citadelle d'Anvers et placés sous le commandement du général David Chassé, un ancien général d'Empire de la Grande Armée de Napoléon Bonaparte. Anvers est également le siège du 4e « grand commandement » de l'armée néerlandaise. Les alentours de la ville et du port sont défendus par plusieurs forts, formant la position fortifiée d'Anvers, elle-même faisant partie de la barrière Wellington. Parmi ces forteresses, l'on trouve celle appelée « Tête de Flandre », qui se situe sur la rive gauche de l'Escaut, face à la ville.
Du côté civil, le maintien de l'ordre public est assuré par la schutterij, dirigée par le commissaire Klinkhamer, qui se compose de 800 hommes lors de sa revue du 7 octobre 1830 et qui peut également être assistée du corps des pompiers d'Anvers, créé en 1817.

### Les évènements d’août 1830

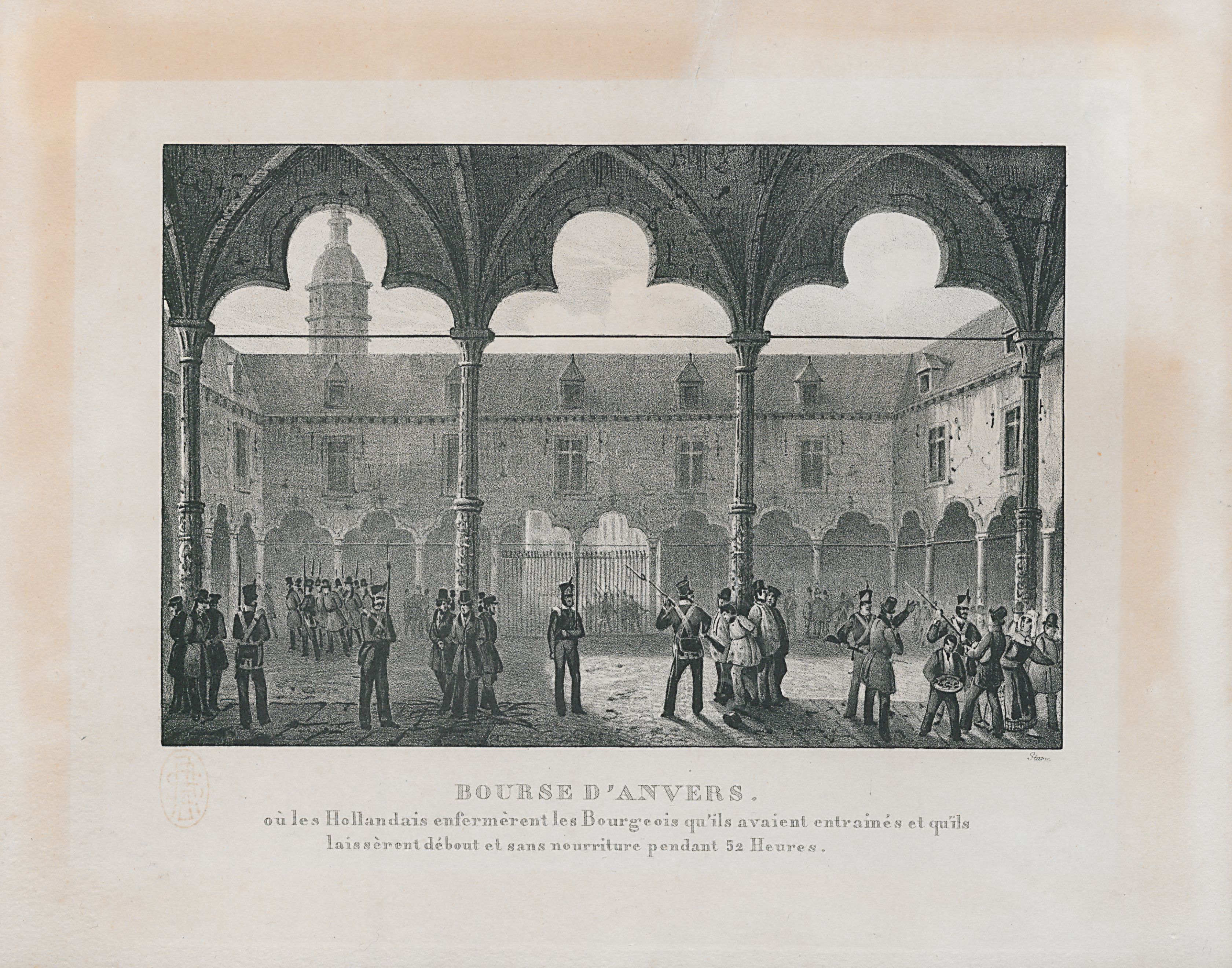
Les bourgeois enfermés dans la bourse d'Anvers.

Au début de la révolution belge, lors de l'insurrection de 1830 dans les Pays-Bas méridionaux, la ville accueille de nombreux bourgeois, commerçants et fonctionnaires ayant fuit les émeutes de Bruxelles du 25 août. Dès le 27, le peuple se rassemble en masse sur la Meir et fait craindre au bourgmestre, Willem Andreas de Caters, la propagation des émeutes bruxelloises dans sa ville. En conséquence de quoi, il prend exemple sur d'autres communes des provinces du sud et fait former une garde bourgeoise dès le lendemain : la garde civique d'Anvers, qu'il place sous le commandement d'Antoine Dhanis van Cannart. Celle-ci établit ses quartiers dans la bourse d'Anvers mais elle est rapidement assiégée par le peuple. Le 28 août, vers 20 h 30, la garde sort du bâtiment et tente de repousser la foule. Elle ouvre le feu, causant plusieurs morts et blessés graves parmi les assiégeants. Cette effluve du premier sang « belge » versé aura pour conséquence de maintenir la ville dans un climat relativement calme, eu égard à l'agitation dans les autres bourgades du sud. Cependant, la ville souffre d'une baisse considérable de son activité marchande en raison de l'incertitude grandissante, ce qui créé des tensions sociales et du chômage, particulièrement parmi les dockers du port d'Anvers et les classes sociales inférieures qui se joignent progressivement aux idées de la révolution.

### La présence des Princes d'Orange à Anvers

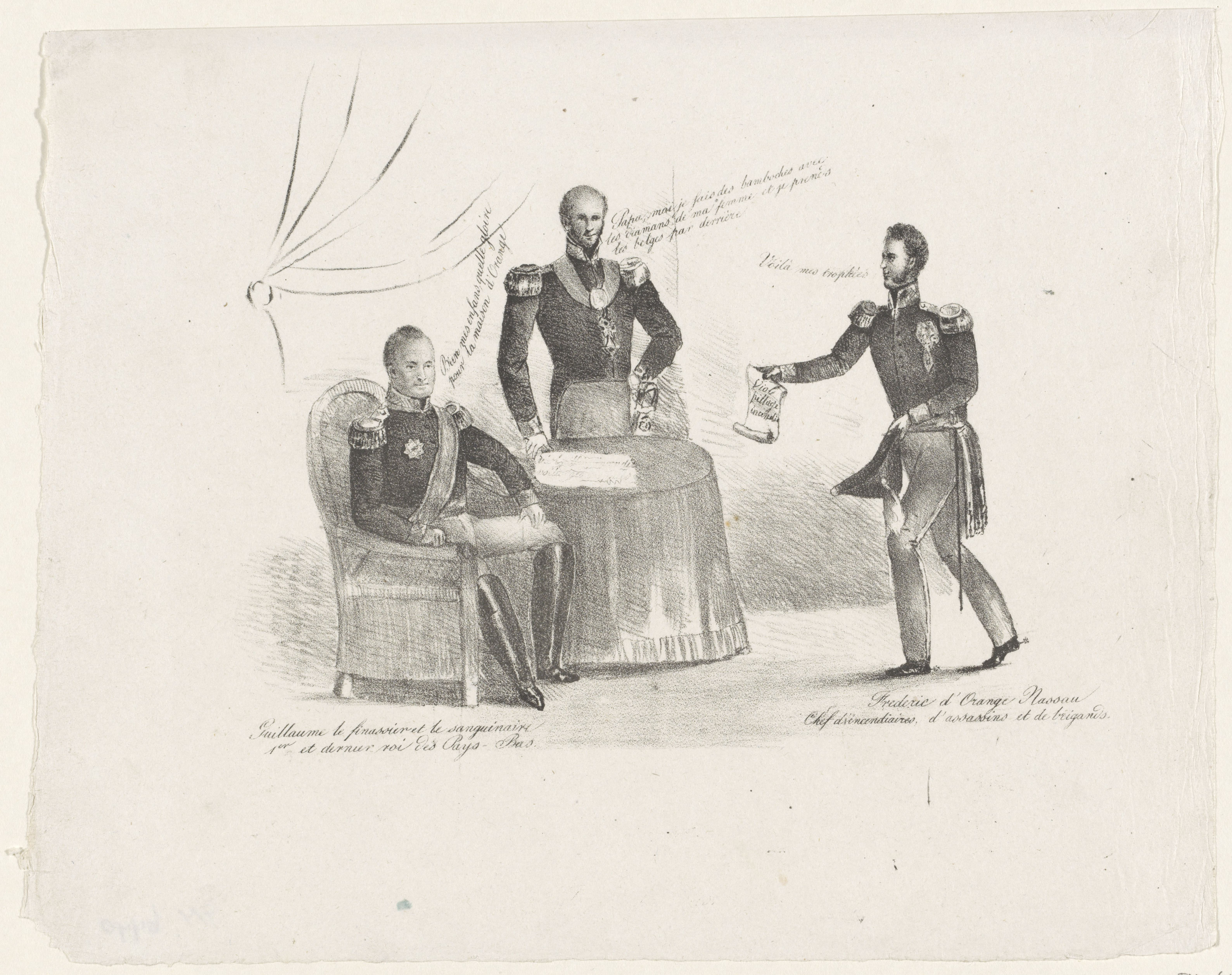
Lithographie satirique pro-belge, représentant le souverain du Royaume uni des Pays-Bas, Guillaume Ier d'Orange-Nassau et ses deux fils, les princes Guillaume et Frédéric.

Afin de mater l'insurrection de 1830 dans les Pays-Bas méridionaux, le roi Guillaume Ier d'Orange-Nassau avait envoyé ses fils et son armée à Vilvorde, au nord de Bruxelles. Il en avait confié le commandement au plus jeune, le prince Frédéric, peu expérimenté par rapport à son frère, le prince Guillaume, vétéran des guerres napoléoniennes et de la bataille de Waterloo notamment. Ce-dernier était revenu à La Haye début septembre, après avoir échoué à négocier avec la garde bourgeoise de Bruxelles. Le prince Frédéric, quant à lui, subit une cuisante défaite lors de sa tentative d'invasion de la capitale et se réfugie à Anvers le 2 octobre devant l'avancée de l'armée des volontaires. Il y est rejoint dès le 4 octobre par son frère, plus populaire, et qui ambitionne de devenir le premier roi des Belges après que les États généraux du royaume des Pays-Bas se soient prononcés en faveur de la séparation administrative des deux pays, le 29 septembre. Tous deux logent au palais royal d'Anvers, depuis lequel le prince Guillaume cherche à obtenir les grâces du gouvernement provisoire de Belgique au travers de son diplomate, le prince russe Pyotr Kozlovsky (en). Celui-ci rencontre l'émissaire britannique William Ralph Cartwright ainsi que certains chefs militaires belges comme Emmanuel Van der Linden d'Hooghvorst ou Juan Van Halen et quelques membres du gouvernement provisoire, mais il ne parvient pas à obtenir leur soutien.
Le 5 octobre, le prince Guillaume proclame :

« Aux habitants des provinces méridionales du royaume,
Chargé temporairement par le roi, notre auguste père, du gouvernement des provinces méridionales, nous revenons au milieu de vous, avec l’espoir d’y concourir au rétablissement de l’ordre, au bonheur de la patrie. Notre cœur saigne des maux que vous avez soufferts. Pussions-nous, secondé des efforts de tous les bons citoyens, prévenir les calamités qui pourront vous menacer encore. En vous quittant, nous avons porté aux pieds du trône les vœux émis par beaucoup d’entre vous pour une séparation entre les deux parties du royaume, qui néanmoins resteraient soumises au même sceptre. Ce vœu a été accueilli. Mais avant que le mode et les conditions de cette grande mesure puissent être déterminés dans les formes constitutionnels, accompagnées d’inévitables lenteurs, déjà S. M. accorde provisoirement une administration distincte dont je suis le chef, et qui est toute composée de Belges. Les affaires s’y traiteront avec les administrations et les particuliers dans la langue qu’ils choisiront. Toutes les places dépendantes de ce gouvernement seront données aux habitants des provinces qui les composent. La plus grande liberté sera laissée relativement à l’instruction de la jeunesse. D’autres améliorations encore répondront aux vœux de la nation et aux besoins du temps. Compatriotes, nous ne vous demandons pour réaliser ces espérances que d’unir vos efforts aux nôtres, et dès lors nous garantissons l’oubli de toutes les fautes politiques qui auront précédé la présente proclamation. Pour mieux atteindre ce but que nous nous proposons, nous invoquerons toutes les lumières, nous nous entourerons de plusieurs habitants notables et distingués par leur patriotisme. Que tous ceux qu’anime le même sentiment s’approchent de nous avec confiance. Belges ! c’est par de tels moyens que nous espérons sauver avec vous cette belle contrée qui nous est si chère.
Signé, GUILLAUME, prince d’Orange.
Anvers, 5 octobre 1830. »

### Le plan de Van den Herreweghe

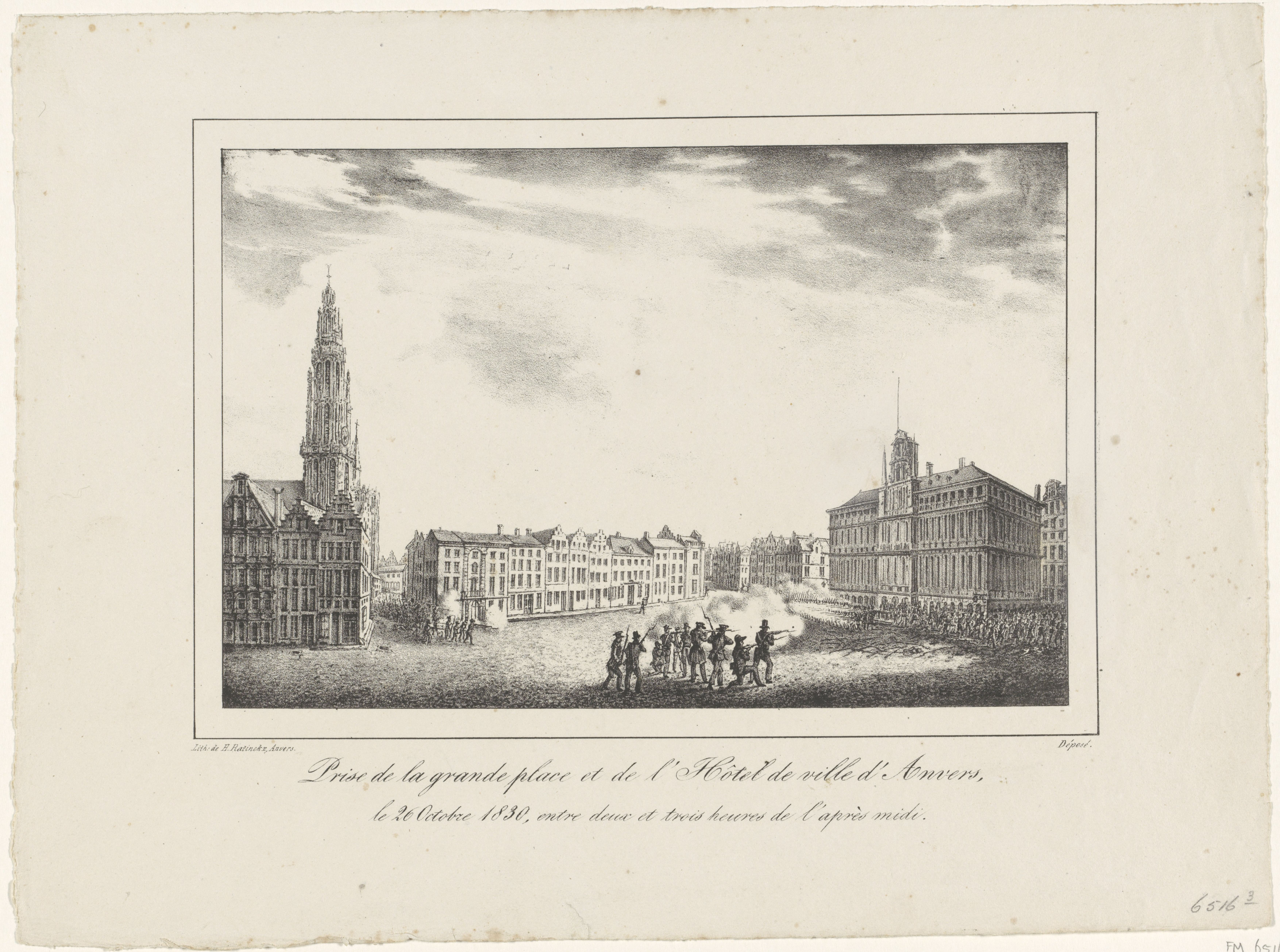
Attaque du corps franc anversois devant l'hôtel de ville d'Anvers le 25 octobre.

Après les Journées de Septembre, Frans-Lodewijk Van den Herreweghe, un ancien fonctionnaire originaire de Boom qui avait été démis de ses fonctions en 1828 pour ses idées anti-gouvernementales, se rend auprès du gouvernement provisoire de Belgique à Bruxelles afin d'y exposer un plan consistant en la prise de la ville d'Anvers et de sa citadelle. Les événements de Bruxelles avaient montré la faiblesse d'une armée face à une guérilla urbaine et, outre leur appartenance à la Belgique, Anvers et son port ont une importance stratégique considérable pour le nouvel État belge. 
Le plan de Van den Herreweghe prévoit une révolte à l’intérieur de la ville menée par la garde civique d'Anvers et le corps franc anversois, créé auparavant avec l'apparition d'un chômage massif dans la population ouvrière du port d'Anvers et les chantiers navals. En parallèle, il compte sur la rébellion des soldats « belges » en garnison dans la citadelle ainsi que des membres de la schutterij locale, comme cela s'était produit à de nombreuses reprises dans les citadelles belges jusqu'alors. La révolte serait soutenue par l'arrivée des volontaires de la révolution belge de 1830 qui poursuivent l'armée du prince Frédéric et du duc de Saxe-Weimar au travers de la Flandre. Celle-ci fait face à de nombreuses désertions de ses soldats « belges » et se réfugie dans la citadelle d'Anvers.

## L'insurrection d'octobre à l'intérieur d'Anvers

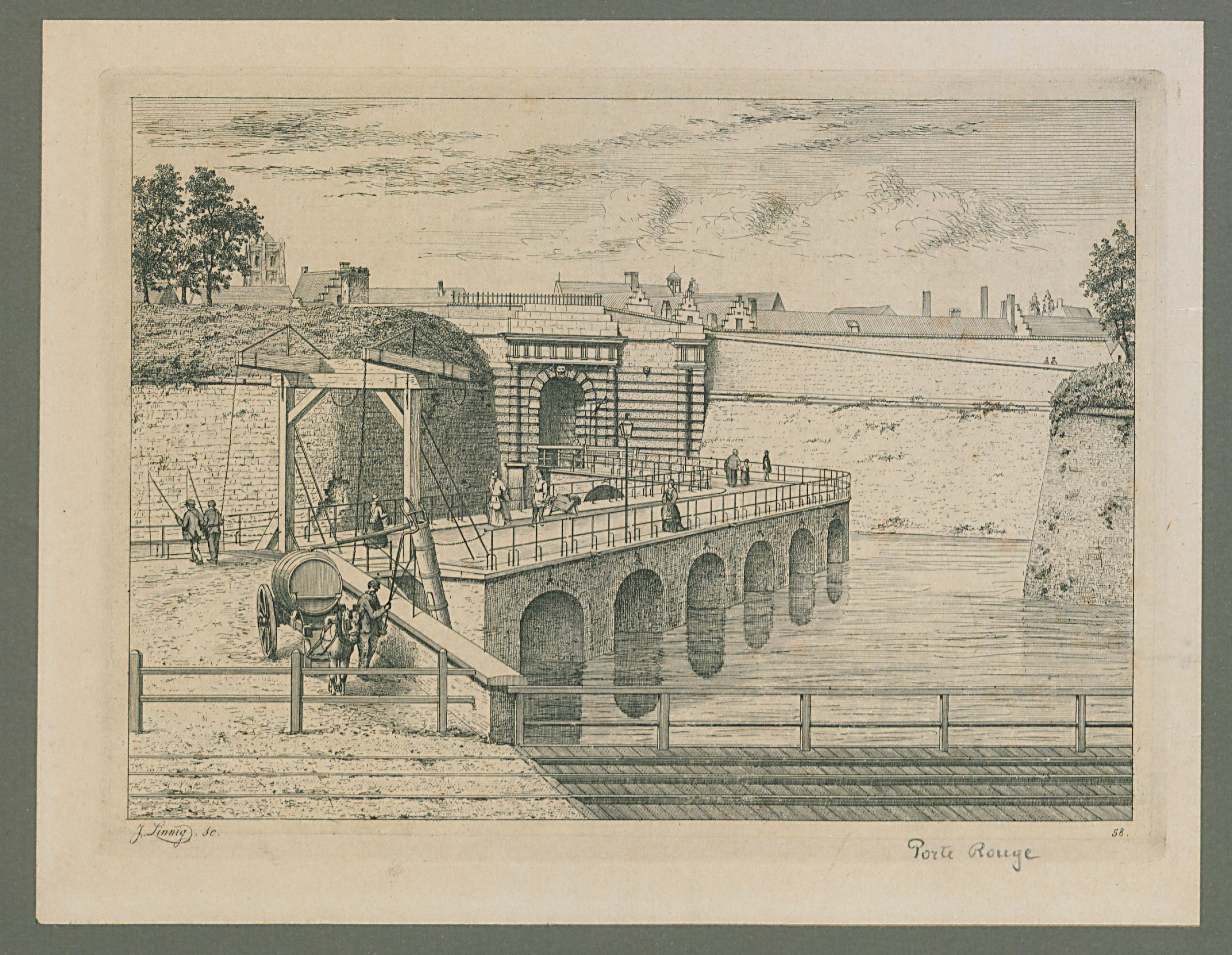
La porte Rouge, de l'enceinte d'Anvers, prise dès le 26 octobre.

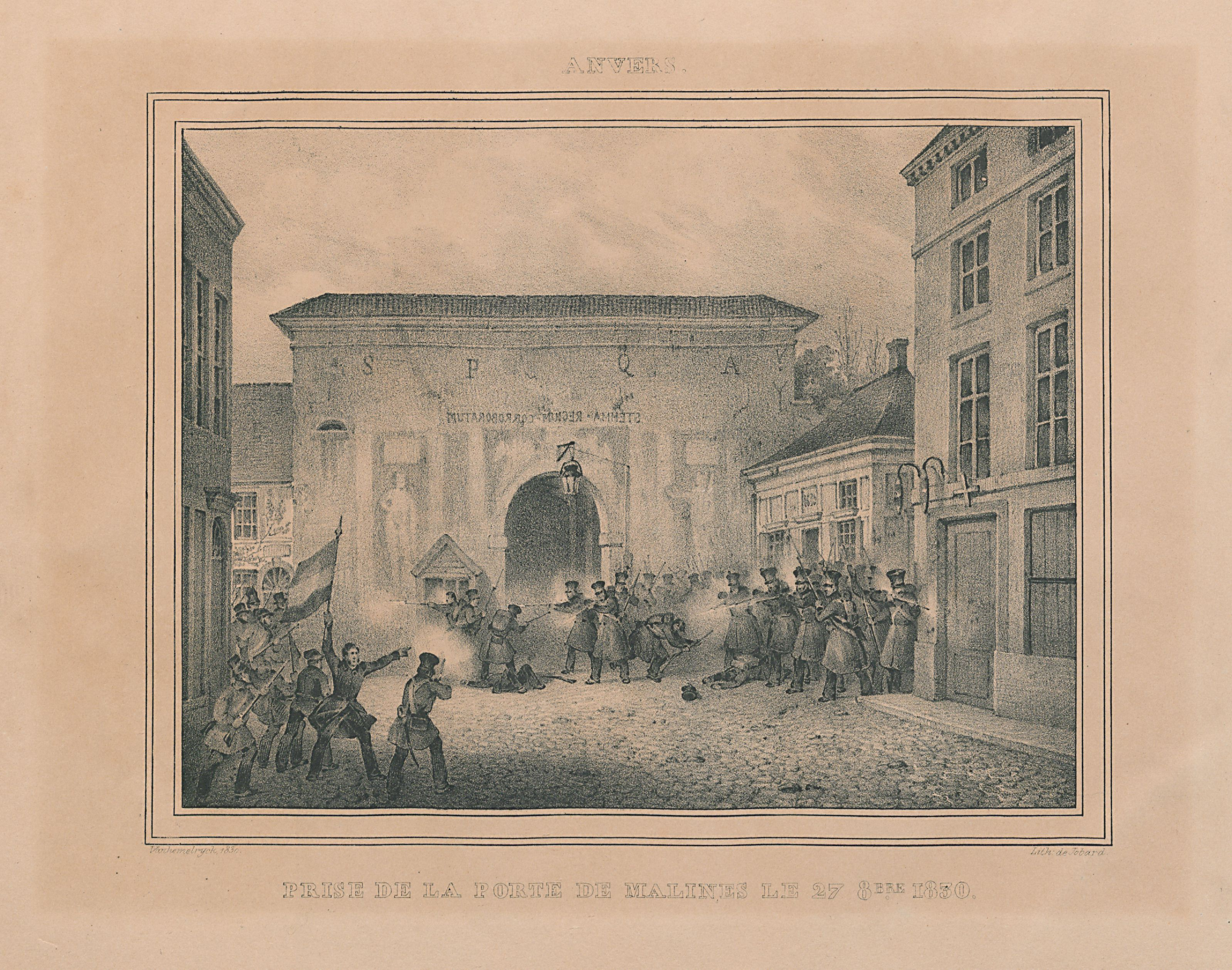
Entrée des troupes belges par la porte de Malines le 27 octobre.

Alors qu'Anvers était relativement tranquille depuis les émeutes d'août, des troubles éclatent le 17 octobre 1830 vers 17 h à la porte de Bruxelles où une foule armée de barres métalliques insulte et provoque des soldats néerlandais. Les cinq hommes de faction finissent par faire feu, tuant un anversois et en blessant trois autres. La garde civique d'Anvers est également insultée par le peuple et le drapeau de la révolution brabançonne est arboré aux cris de « Vive de Potter! Vive la liberté! ». Afin de calmer les esprits, le prince Guillaume demande dès le lendemain à son aide de camp, Henri de Fourneau, de faire venir le général Josephus Jacobus van Geen (nl) à Anvers afin de diviser les régiments de l'armée en deux, selon les appartenances « belges » ou néerlandaises des soldats. Il en profite également pour rendre visite au 8e régiment de hussards, composé presqu'entièrement de belges, afin de s'assurer de leur fidélité.
Le 23 octobre, le général Chassé fait interdire toute sortie de diligence en direction de Bruxelles, Gand, Lierre, Louvain ou Malines ainsi que l'entrée en ville de toute personne n'y résidant pas. Le lendemain, il place la ville en état de siège. Le lendemain, le prince Guillaume quitte la ville pour Bréda, ce qui permet à Frans-Lodewijk Van den Herreweghe de lancer son mouvement d'insurrection avec le corps franc anversois. Il est aidé par Jean-Louis Delin, un commerçant local qui prend la tête de 35 hommes et attaque l'hôtel de ville d'Anvers où ils perdent deux hommes. Ils font 169 prisonniers parmi les gardes et les partisans orangistes, mais le Bernard de Saxe-Weimar-Eisenach parvient à s'échapper. Le 25, ils prennent le palais royal d'Anvers et la Meir vers 16 h. En peu de temps, le peuple contrôle presque tous les postes militaires de la ville, excepté celui de la « grand'garde ». Les hommes de Van den Herreweghe s'emparent de la porte de Slyck vers 18 h puis de la porte Rouge vers 21 h.
Le 26 octobre, les Anversois attaquent et pillent un petit navire chargé d'armes du 10e régiment de lanciers. L'action est toutefois repérée et interrompue par la marine royale néerlandaise, dont huit navires sont en poste sur l'Escaut. Vers 10 h un premier rassemblement se créé dans la rue de l'église, dans le quartier de Saint-André, ce qui force l'envoi d'un détachement de cent hommes pour le disperser, provoquant une fusillade et des combats qui durent jusqu'au soir.
Le 27 octobre, Van den Herreweghe se rend à l'hôtel de ville d'Anvers, où sont réunis les membres du conseil de régence. Il les informe que le gouvernement provisoire de Belgique est maître de la ville et leur propose de se rendre ensemble auprès du général David Chassé, qui commande la citadelle d'Anvers, pour lui proposer un cessez-le-feu et de rappeler l'ensemble des soldats néerlandais dans la forteresse. Ils acceptent et le font accompagner de l'un de leurs délégués, le baron Jean Osy, président de la banque et de la Chambre de commerce d’Anvers. La députation obtient la capitulation désirée et, vers 9 h, le général Chassé leur remet les clefs de la ville et arbore le drapeau blanc en haut de la forteresse. Le drapeau de la révolution brabançonne est, quant à lui, hissé sur la tour de la cathédrale Notre-Dame d'Anvers.
Dans la matinée, Van den Herreweghe fait publier la proclamation suivante :

« Belges,
Le délégué du gouvernement provisoire fait connaître que la commission envoyée au général Chassé a obtenu que les troupes se retireront immédiatement dans la citadelle et dans l'arsenal. Il invite tout Belge à ne pas maltraiter les soldats hollandais , et à coopérer efficacement au maintien de l'ordre. Toutes les portes de la ville sont ouvertes. 
Anvers, le 27 octobre 1830.
F. VAN DEN HERREWEGHE. »

## Entrée de l'armée des volontaires

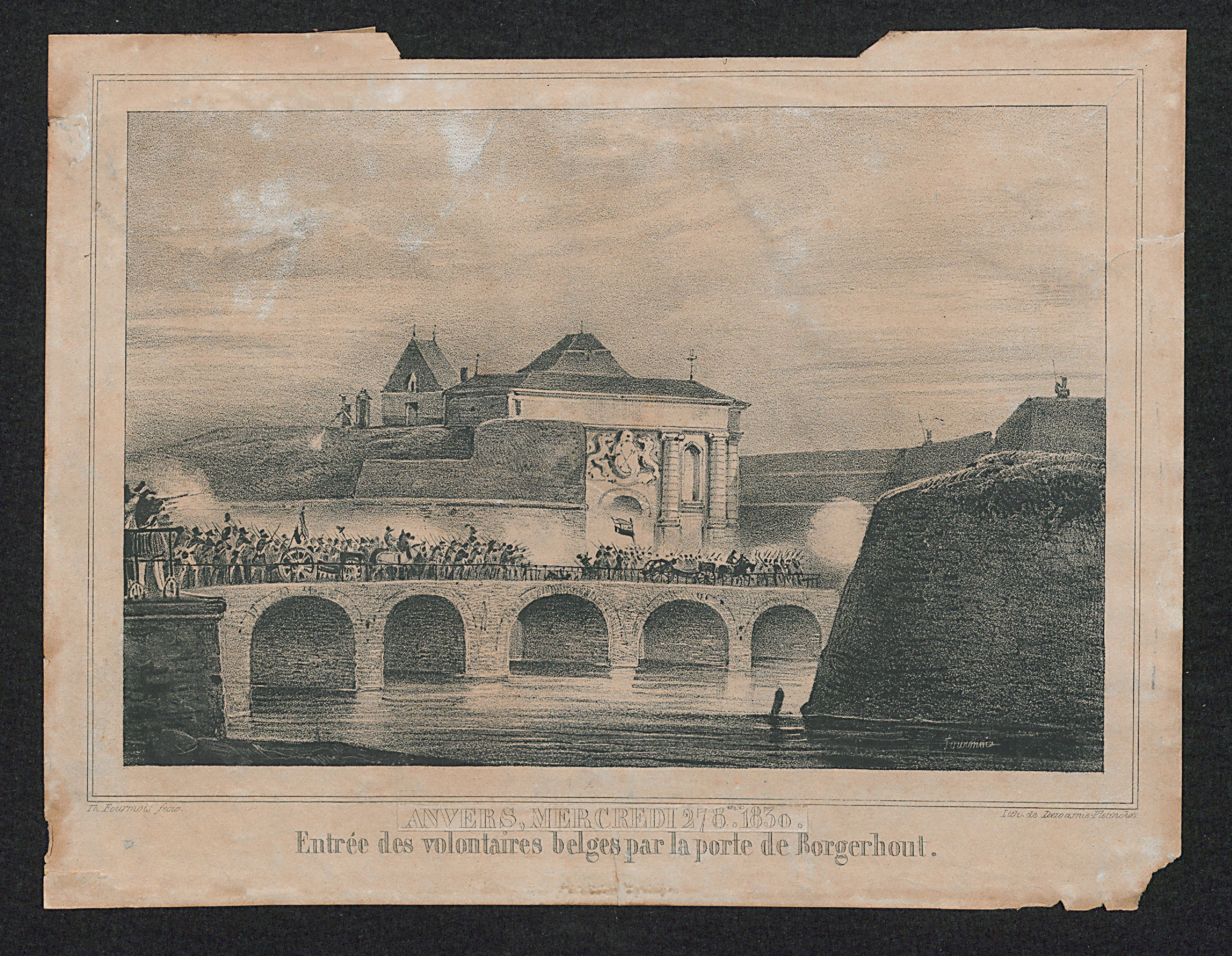
L'armée des volontaires belges entrant dans Anvers par la porte de Borgerhout le 27 octobre.

Le 26 octobre, Charles Niellon apprend la nouvelle du succès du soulèvement du peuple anversois et met en marche sa brigade venant Borgerhout, accompagnée de l'artillerie d'Herman Kessels, pendant que la brigade d'Anne François Mellinet venant de Berchem, s’avance sans rencontrer d'obstacle jusqu'à la porte de Malines (nl), attaquée depuis la veille par les anversois. L'aile gauche se porte sur Kiel (nl) par Wilrijk et un autre détachement, ayant suivi le mouvement sur la rive occidentale de l'Escaut, prend possession de Burcht. Apprenant l'arrivée des Belges, le général David Chassé, qui commande la citadelle d'Anvers fait inonder les polders autour d'Austruweel et de Wilmarsdonck, dès le 23 octobre. Il renforce ses défenses par des palissades et fait acheminer davantage de munitions et de boulets. Le 24 octobre, en accord avec le conseil de régence d'Anvers, il ordonne la démolition des maisons situées à moins de 150 aunes du glacis de la forteresse, ce que les révolutionnaires empêchent en s'y précipitant. 
Dès l'aube du 27 octobre, les insurgés anversois lancent un nouvel assaut sur la porte de Borgerhout dont ils se rendent maîtres à 7 h, permettant à un premier détachement composé des volontaires de Louvain et de ceux de la brigade de Niellon, d'entrer dans la ville, achevant la prise de l'enceinte d'Anvers. Une dernière poche de résistance est maîtrisée près de la résidence du gouverneur de la province d'Anvers, Alexandre François Ghislain van der Fosse. Quelques dizaines de soldats se réfugient dans l'arsenal et le dépôt de douane, aménagés dans les bâtiments de l'ancienne abbaye Saint-Michel. De là, un passage souterrain mène directement à la citadelle où les autres soldats « hollandais » qui ne s'étaient pas rendus se retranchent.

## La demande de reddition de la citadelle

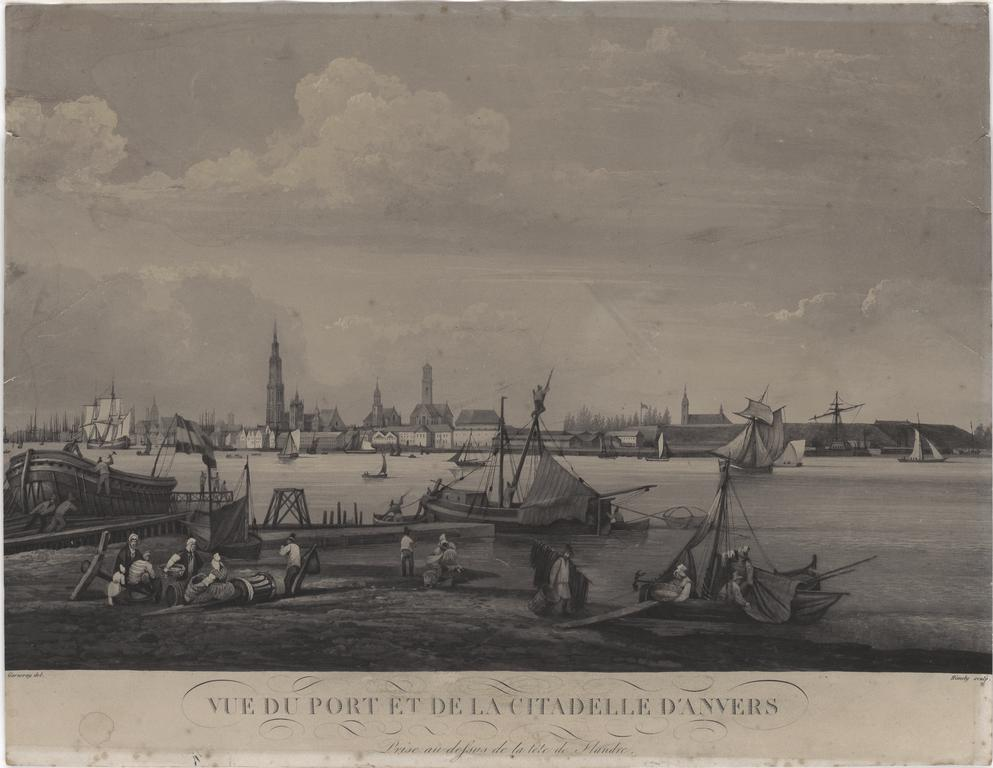
Vue de la ville d'Anvers et de la citadelle (à droite), vers 1820.

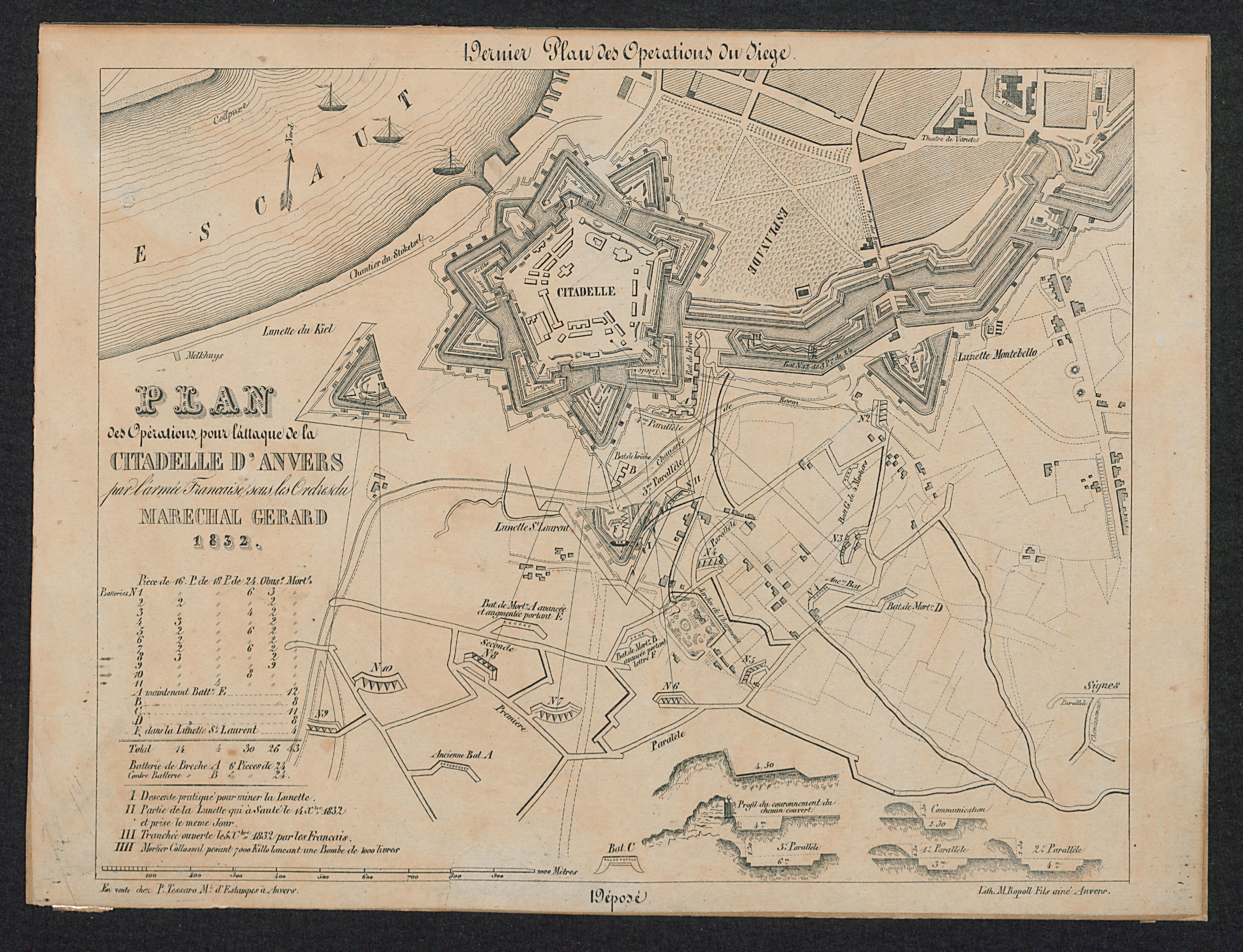
Plan détaillé de la citadelle d'Anvers, au sud de la ville.

Après leur arrivée le matin du le 27 octobre, Herman Kessels et Charles Niellon se rendent à leur tour dans la citadelle d'Anvers afin de s'entretenir avec le général Chassé et de lui demander de conclure un nouvel accord de reddition avec eux, considérant qu'ils représentent l'autorité militaire belge. Chassé refuse et les renvoit à l'accord conclu avec les instances civiles de Frans-Lodewijk Van den Herreweghe. Vers 11 h, Kessels et Niellon rejoignent Anne François Mellinet et Van den Herreweghe à l'hôtel de ville d'Anvers où ils se réunissent et rédigent une nouvelle déclaration comprenant, cette fois, un ultimatum dans lequel ils exigent la capitulation de la citadelle et la saisie de toutes les armes ainsi que de tous les navires, en échange d'une retraite libre des soldats, selon les termes suivants  :

« Au commandant de la citadelle d'Anvers,
La séparation de la Belgique et de la Hollande est une proposition adoptée par le roi de Hollande lui-même dans ce moment, la citadelle représente donc la puissance ennemie. Les droits politiques de chacun sont incontestables ; ils sont basés sur des intérêts réciproques Il n'est pas moins vrai que les droits des vainqueurs doivent être reconnus ; ce droit est de tous les temps, et surtout dans cette circonstance, où la nation belge vient de reconquérir son indépendance. Ces citoyens armés ont partout satisfait à la foi des traités ; ils sont entrés de vive force dans les murs d'Anvers avec cette garantie. L'armée de citoyens belges pourrait réclamer contre la non-exécution de la capitulation de Malines et de Lierre, par laquelle il était stipulé que la garnison ne sortirait que pour rentrer dans ses foyers; et cependant elle a repris les armes et se trouve en ce moment opposée à nous, dans l'arsenal, rue du Couvent. Les citoyens soldats, stipulant pour la patrie, ne peuvent abuser des droits que leur donne la victoire. L'armée belge, constamment victorieuse et qui est entrée dans Anvers, avec l'aide de ses braves habitants, propose donc les conditions suivantes :
1. L'évacuation de la citadelle et de l'arsenal de la rue du Couvent par les troupes hollandaises , qui occupent l'un et l'autre ;
2. Tout le matériel existant dans la citadelle, dans l'arsenal et autres endroits de la ville, restera où il se trouve : ce n'est qu'une faible compensation de tout ce qui a déjà été enlevé ;
3. Les navires de guerre en rade devant la ville sont aussi incontestablement une propriété nationale ;
4. Les officiers conserveront leurs épées, mais les soldats laisseront leurs armes sur les glacis de la citadelle; et les troupes hollandaises ne sortiront que par cent hommes et par la porte de secours ; ou, mieux encore , ils pourront s'embarquer sur des navires frétés aux frais du gouvernement provisoire, et cela dans l'espace de deux jours, en datant du jour de l'acceptation de la présente capitulation ;
5. Les présentes propositions devront être acceptées à quatre heures après midi ou seront considérées comme non avenues.
Au quartier général d'Anvers,le 27 octobre 1830 ,à midi. Et ont signé avec nous, les chefs commandant les forces nationales et le délégué du gouvernement provisoire. 
MELLINET, NIELLON , KESSELS, F. VAN DEN HEEREWEGHE. »

## Le bombardement de la ville

### Prise de l'arsenal

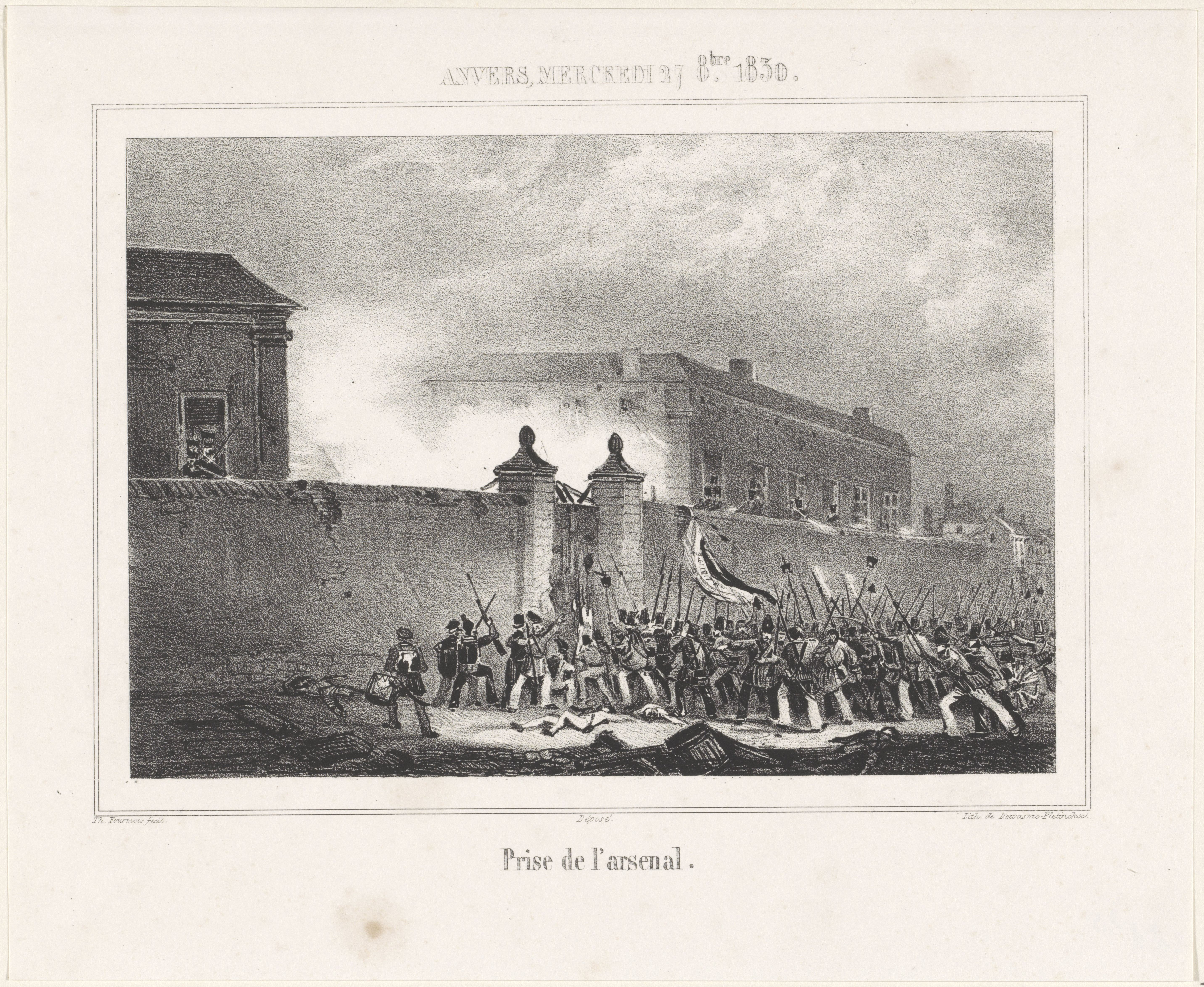
L'attaque de l'arsenal d'Anvers, juste avant le début du bombardement.

Herman Kessels remet le nouveau document vers midi et le général Chassé promet d'y répondre à 15 h. Cependant, alors que les chefs belges attendent la réponse du général, leurs hommes, indisciplinés et ivres, ne respectent pas la trêve et, lorsqu'ils rencontrent des soldats « hollandais » près de l'arsenal, ils les insultes et déclenchent une fusillade. Constatant que le cessez-le-feu n'est pas respecté, Chassé répond à la délégation militaire que seul le roi des Pays-Bas peut lui ordonner de quitter sa citadelle, qu'il avait conclu le cessez-le-feu avec les autorités de la ville dans le but d'arrêter l'effusion de sang et qu'il tient les volontaires belges pour responsables « de cet acte perfide et méprisable, qui sera jugé comme tel par toute l'Europe, et que je ferai connaître à notre illustre Roi. ». Il ajoute qu'il n'acceptera pas les « conditions humiliantes que vous avez osé me proposer » et qu'il défendra sa forteresse jusqu’au bout.
Vers 13 h 30, les belges attaquent l'arsenal d'Anvers, encore tenu par des soldats néerlandais sous le commandement du colonel Sprenger. Ce-dernier demande l'autorisation au général Chassé de répondre et d'ouvrir le feu sur les belges, ce qui lui est refusé. De son côté, Herman Kessels intervient en personne et demande à ses hommes de respecter le cessez-le-feu, mais la troupe n’obéit pas. Les volontaires sont embusqués dans les maisons en face de l'arsenal et, vers 15 h, un canon est dirigé vers la porte principale et la fait voler en éclats, les volontaires l'achevant à coup de hache. Le général Chassé fait alors feu avec plusieurs canons de la citadelle en direction du ravelin et du bastion qui font face à l'arsenal, ce qui n'empêche pas l'assaut belge qui fait plusieurs prisonniers. Les néerlandais se replient vers la citadelle par un souterrain qui la connecte à l'arsenal, tandis qu'un début d'incendie se déclare. Entre-temps, un convoi de chars à bœufs transportant des vivres pour la garnison est attaqué et pillé par les belges et le peuple anversois, affamé. Des tirs de sommation sont alors lancés depuis la forteresse et, en retour, les belges tirent des coups de canon en direction de la frégate Prosperina, qui se trouve avec la flotte sur l'Escaut, tuant plusieurs marins à bord.

### Déroulement

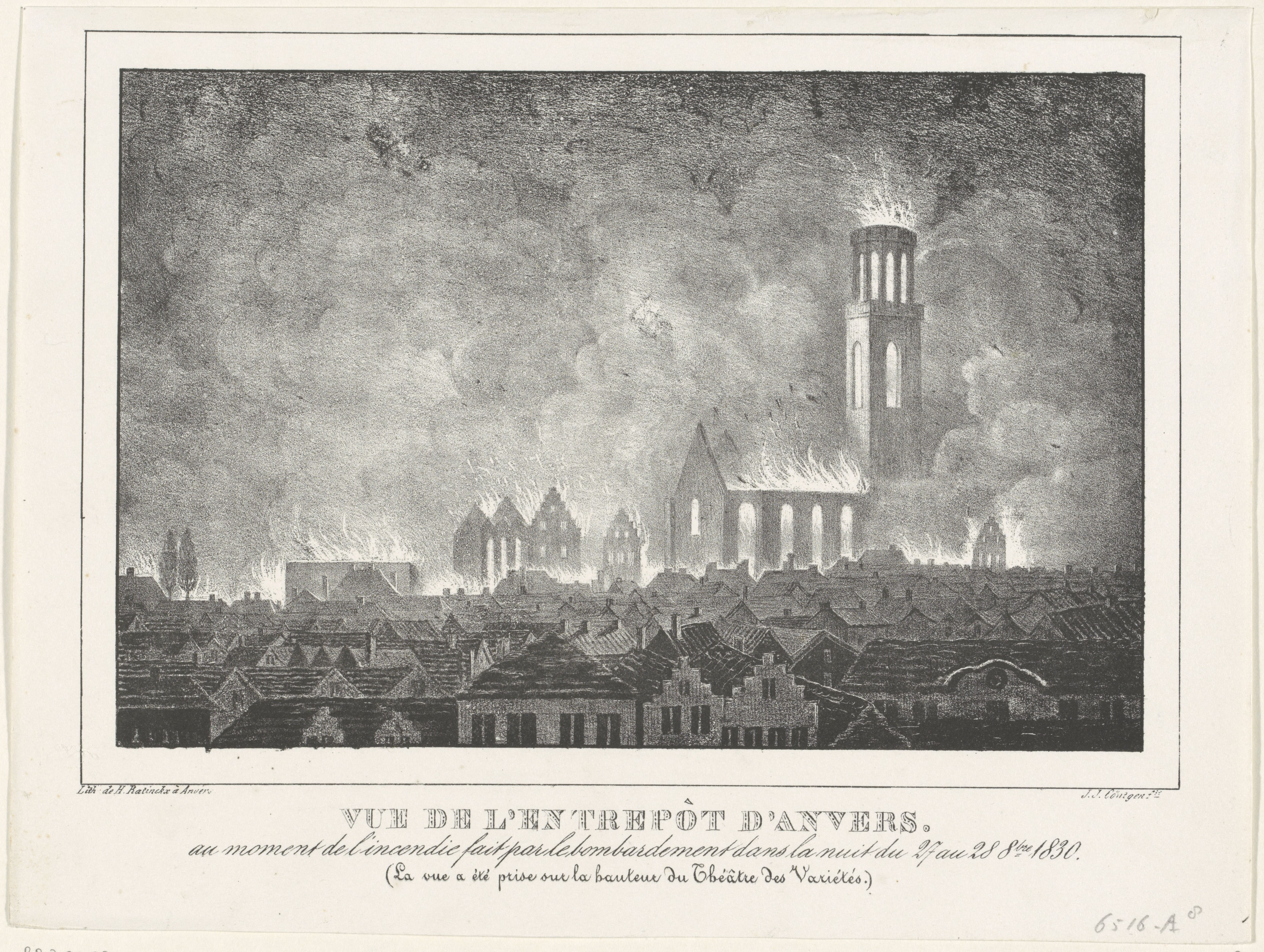
L'incendie de l'entrepôt.

Devant la situation qui s'envenime, le général Chassé répugne à bombarder la ville, mais son supérieur, le duc Bernard de Saxe-Weimar-Eisenach le lui ordonne. La citadelle d'Anvers descend le drapeau blanc et arbore le drapeau noir, puis tire cinq coups de canon successifs, signalant au fort de Tête de Flandre et à la flotte sur l'Escaut de commencer le bombardement.
Celui-ci commence à 16 h et dure jusqu'à plus de 22 h, touchant particulièrement le quartier de Saint-André. La marine royale néerlandaise tire avec ses canons de 18 et ses canons de 24 livres, pointés à un angle de quarante-cinq degrés afin de ne pas toucher les maisons des quais et du port. La citadelle et le fort de Tête de Flandre tirent quant à eux avec des canons de 36 livres, qui causent davantage de dégâts et déclenchent de nombreux incendies en ville. Les néerlandaises tirent jusqu'à cent 70 coups de canon par cinq minutes, envoient 1 500 bombes de 150 livres et de 200 livres, autant de fusées Congreve et plus de 16 000 obus ou boulets. 
L'arsenal et l'entrepôt, situés aux alentours de l'abbaye Saint-Michel d'Anvers sont visés en particulier et détruits tant par les boulets que par le feu qu'ils déclenchent. Les citoyens anversois et les forces belges s'attellent à organiser les secours et à limiter les ravages. Quatre-vingt blessés sont par exemple emmenés dans les hôpitaux de la ville. Le général Mellinet lui-même montra l'exemple en allant retirer plusieurs caisses de poudre d'un bâtiment exposé à un incendie, attelant les charriots et les emmenants en sécurité. De l'arsenal, on sort près de 40 chariots de munitions avant qu'ils ne soient touchés par les flammes. Deux consuls étrangers se distinguent également par leur aide à la population sous le feu néerlandais : le consul du Royaume-Uni de Grande-Bretagne et d'Irlande, John de Hochepied-Larpent (en) ainsi que le consul du Royaume de Hanovre, Monsieur Ellerman.
En riposte, les belges tirent au fusil et au canon sur la flottille néerlandaise et font plusieurs morts.

### Cessez-le-feu

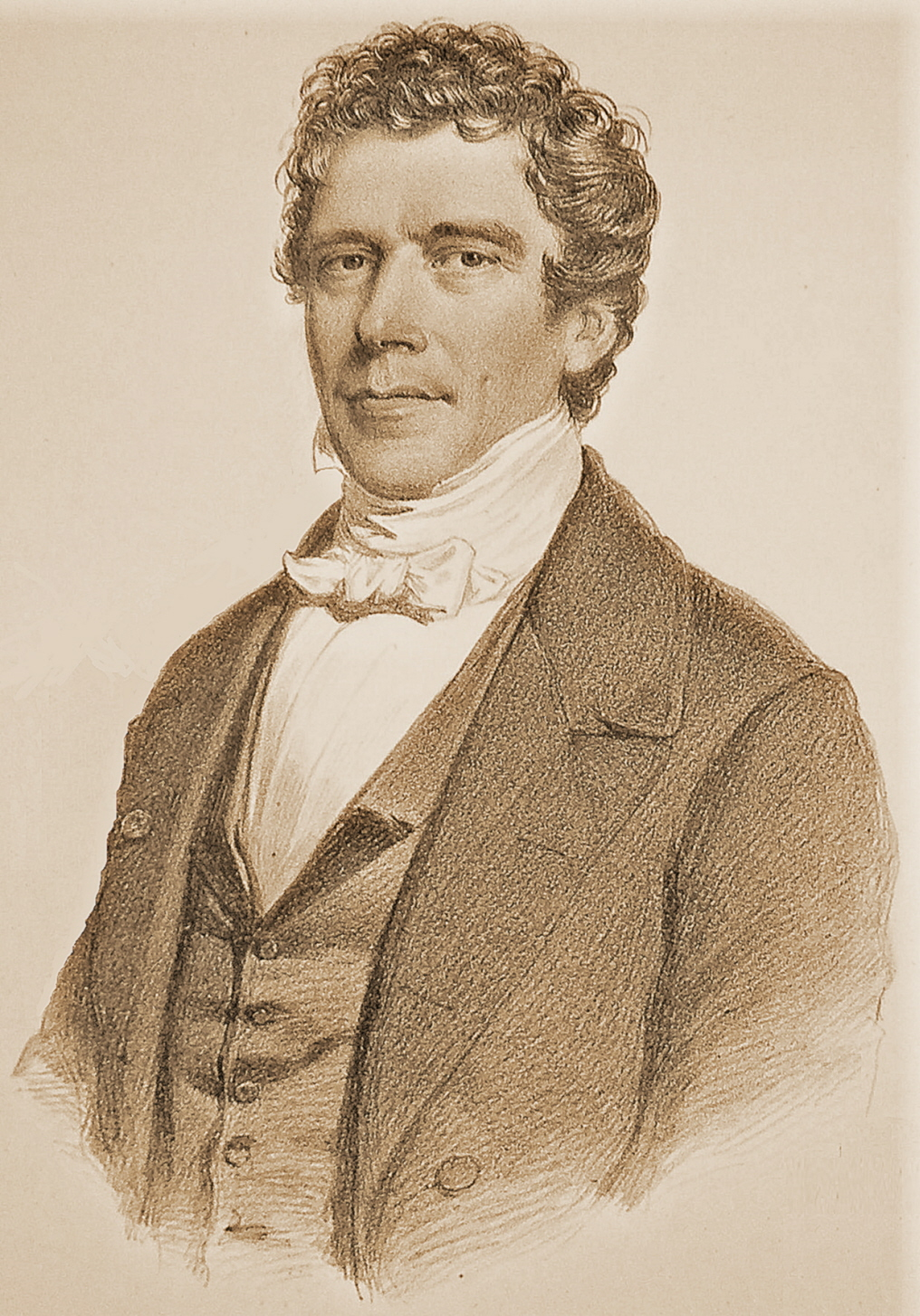
Charles Rogier, représentant du gouvernement provisoire de Belgique.

Peu après 22 h une commission de quatre notables anversois parvient à progresser à travers l'incendie de la ville et à se présenter devant la citadelle avec un drapeau blanc. Elle se compose de Charles Dubois, major de la garde civique d’Anvers, accompagné de messieurs Cassiers, De Coninck et Van Arts. Ils dressent un tableau des dégâts causés par les bombardements et les incendies au général Chassé et le prient de conclure un nouvel armistice,  lui remettant deux lettres écrites dans le but de reprendre les négociations de paix. La première est signée Stévenotte, nouveau commandant militaire de la place d'Anvers, et la seconde provient des représentants du gouvernement provisoire de Belgique, Charles Rogier et François de Robiano, nouveau gouverneur de la province d'Anvers : 

« Le feu qui se prolonge sur cette place, sans nuire en rien aux forces de l'armée belge, mais au grand détriment de l'humanité et d'une quantité si nombreuse d'innocentes victimes , est tellement opposé à toutes les idées de la civilisation moderne et aux usages des nations de l'Europe , que nous autorisons volontiers les habitants de cette ville, si florissante ce matin, à demander au commandant de la citadelle la cessation du feu, jusqu'à ce que, demain, on puisse reprendre des négociations que la méprise de quelques ivrognes a seule, à ce qu'il paraît, contrariées cette après-midi.  
Anvers , le 27 octobre 1830.
Le délégué du gouvernement provisoire, CH. ROGIER.
Le gouverneur de la province, F. DE ROBIΑΝΟ. »

Le général Chassé répond immédiatement en ces termes : 

« Le soussigné lieutenant-général, baron Chassé, commandant le quatrième grand commandement militaire, accepte de faire cesser le feu sur la ville pendant la nuit, sous la condition qu'on ne tire plus sur les troupes, mais déclare en même temps que, dans le cas con
traire, il recommencera de nouveau à battre la ville; il désire qu'une commission, nommée par le gouvernement provisoire, vienne de
main, à huit heures , pour reprendre des négociations.
Anvers , le 27 octobre 1830.
Baron CHASSÉ. »

### Convention définitive
Après des négociations ultérieures entre le général Chassé et Pierre Emmanuel Félix Chazal, une convention définitive est signée le 30 octobre 1830 : 

« Entre MM. Ch. Rogier, commissaire délégué, membre du gouvernement provisoire de la Belgique, et le général Nypels, commandant en chef les troupes belges, d'une part, et M. le baron Chassé, lieutenant-général, commandant de la citadelle d'Anvers, d'autre part, il a été convenu ce qui suit :
Article 1er. Les travaux d'attaque et de défense seront suspendus de part et d'autre , et tout restera à cet égard dans le statu quo.
Article 2. Les postes avancés des troupes belges resteront placés là où ils se trouvent depuis le 28, c'est-à-dire à la porte des Béguines, à l'embranchement des rues des Monnayeurs et du Pied-Nu, à la rue Saint-Roch, à celle de la Cuiller, ainsi qu'à la partie de l'arsenal et de l'entrepôt qui contenait le matériel. A l'extérieur de la ville, à une distance de trois cents mètres, à partir des glacis, y compris ceux des deux lunettes.
Article 3. L'escadre hollandaise, telle qu'elle est dans ce moment devant Anvers , sera respectée.
Article 4. M. le lieutenant-général commandant la citadelle fera connaître le plus tôt possible les ordres qu'il a demandés à son souverain ; mais le délai ne pourra excéder cinq jours, à partir de la date du présent, de manière qu'il finira le jeudi 4 novembre, à midi.
Article 5. La reprise des hostilités devra être annoncée de part et d'autre douze heures à l'avance. »

### Conséquences

#### Destructions

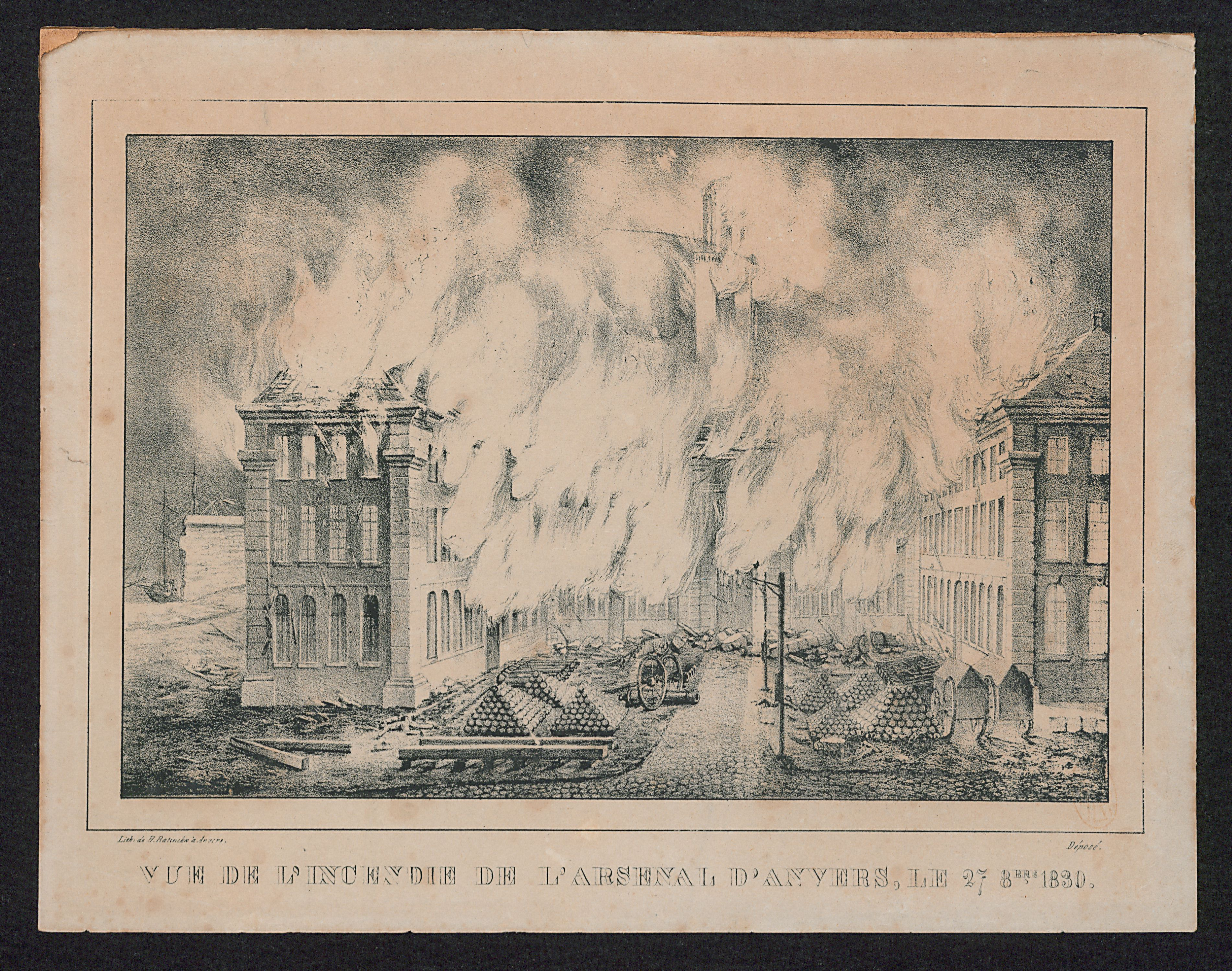
L'incendie de l'arsenal à la suite du bombardement.

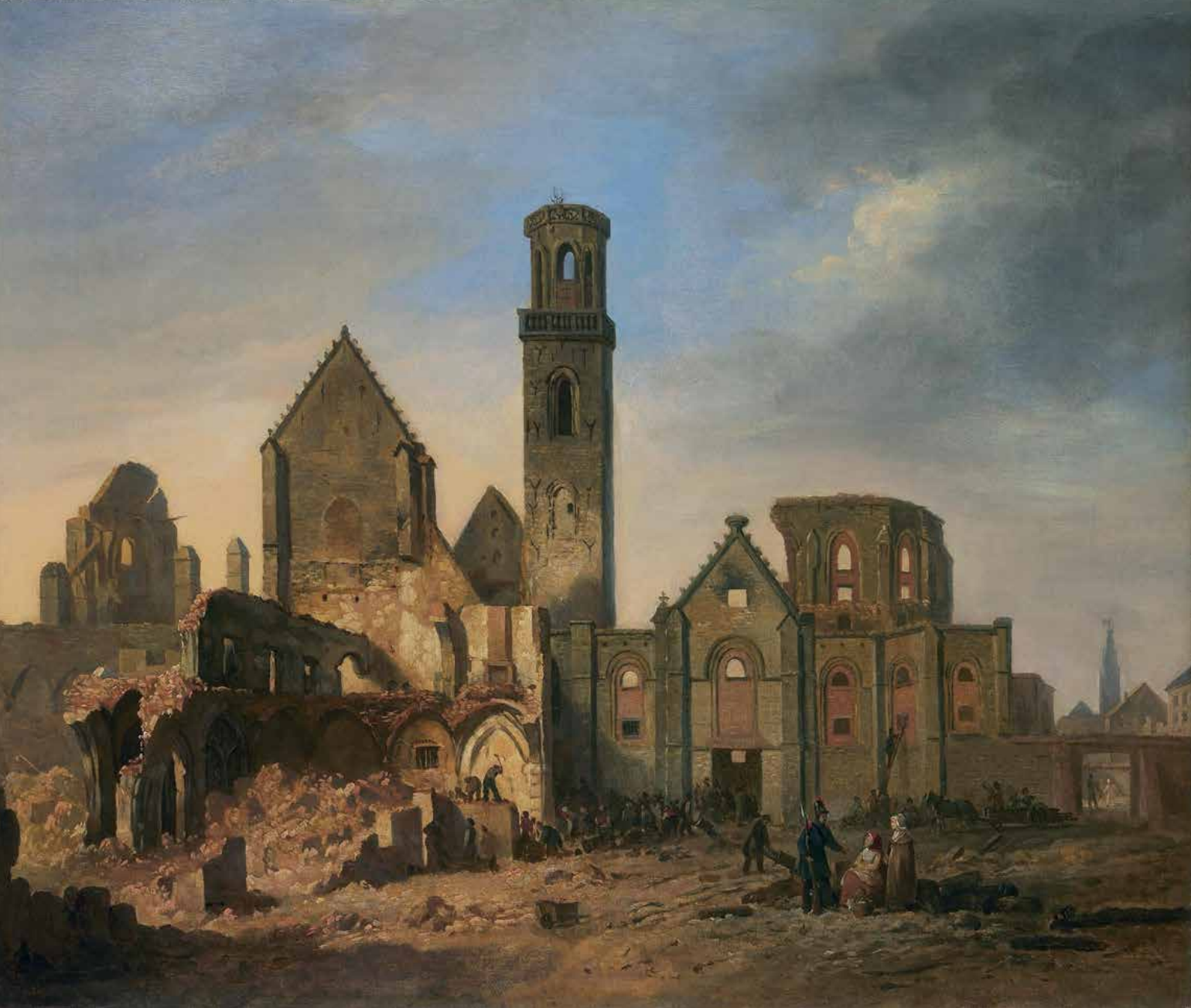
Les ruines de l'abbaye Saint-Michel d'Anvers après le bombardement.

- 230 habitations furent démolies et 125 autres demeurent en ruines[31] ;
- L'arsenal d'Anvers est totalement détruit par les boulets et les incendies qui s'en suivent. Il renfermait du matériel militaire pour une valeur estimée à quatre millions de florins néerlandais
- L'entrepôt de marchandises en provenance de l'empire colonial néerlandais est également réduit en cendres. Il contenait des biens et denrées d'une valeur de plus de dix millions de florins de sucre, de café, de cuirs, de soieries, de tissus, et autres denrées en provenance de l'empire colonial néerlandais ;
- L'abbaye Saint-Michel d'Anvers est presqu'entièrement détruite ;
- La cathédrale Notre-Dame d'Anvers est touchée sur l'une des petites tourelles latérales et dans sa voûte, mais les dégâts sont mineurs ;
- La prison d'Anvers est gagnée par l'incendie sans qu'on ait eu le temps de transférer les prisonniers. Les portes sont alors ouvertes et près de 200 d'entre-eux s'échappent[35].
- L'entrepôt Saint-Félix (nl) fut incendié, détruit et pillé.

#### Économiques

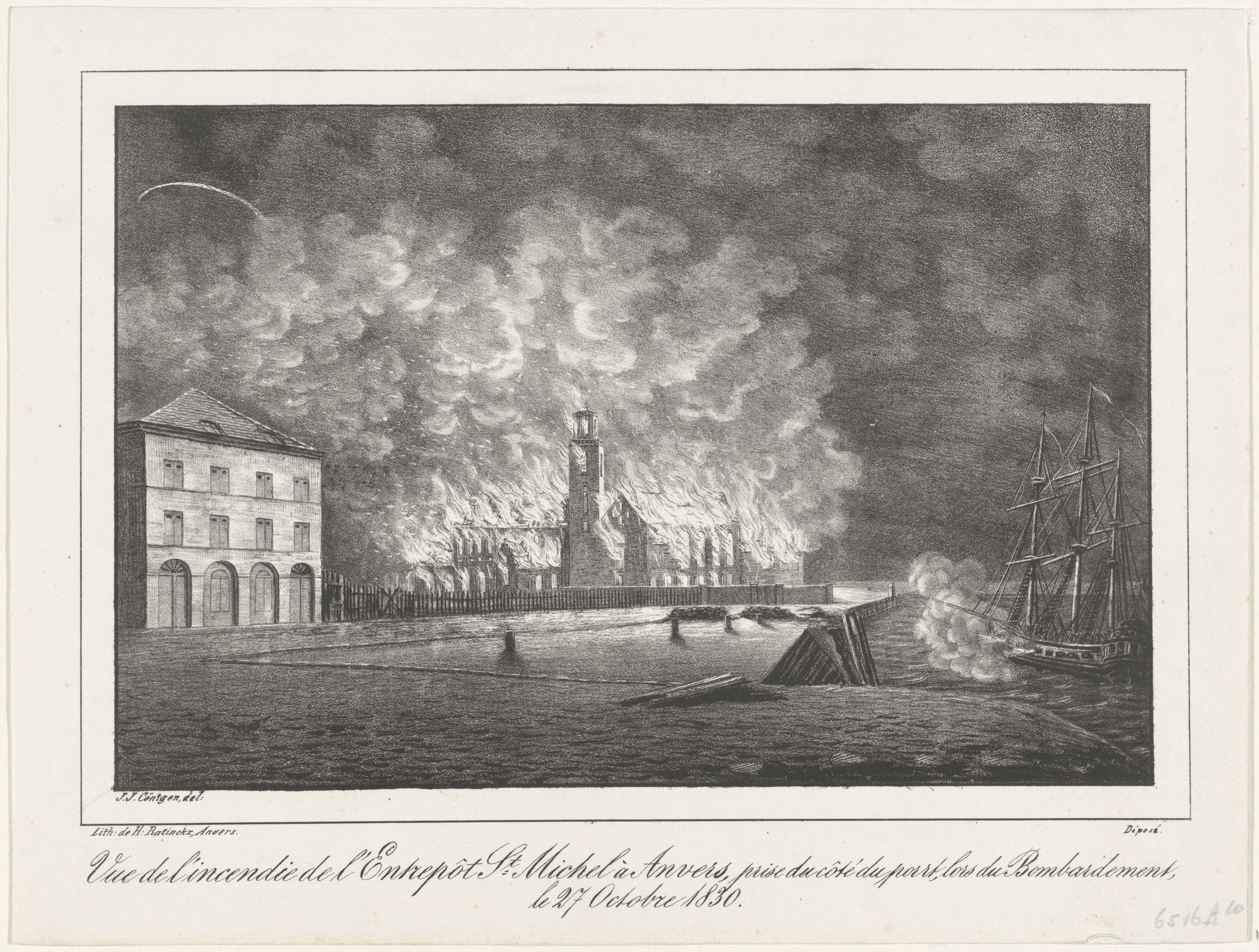
L'incendie de l'entrepôt Saint-Michel.

L'estimation officielle de la perte des marchandises est de 1 888 000 florins néerlandais mais aucune évaluation n'a été faite des bâtiments. Les dommages causés aux maisons particulières de la ville sont de 429 466 florins. La somme des marchandises réclamés par les propriétaires est de 440 886 florins.

#### Victimes
Le bombardement coûte la vie à 85 personnes dans la ville, dont 68 bourgeois et 17 militaires. Il y a également 120 blessés. D'autres blessés 
Du côté de la marine royale néerlandaise on dénombre 17 morts et 36 blessés.

## Forces en présence

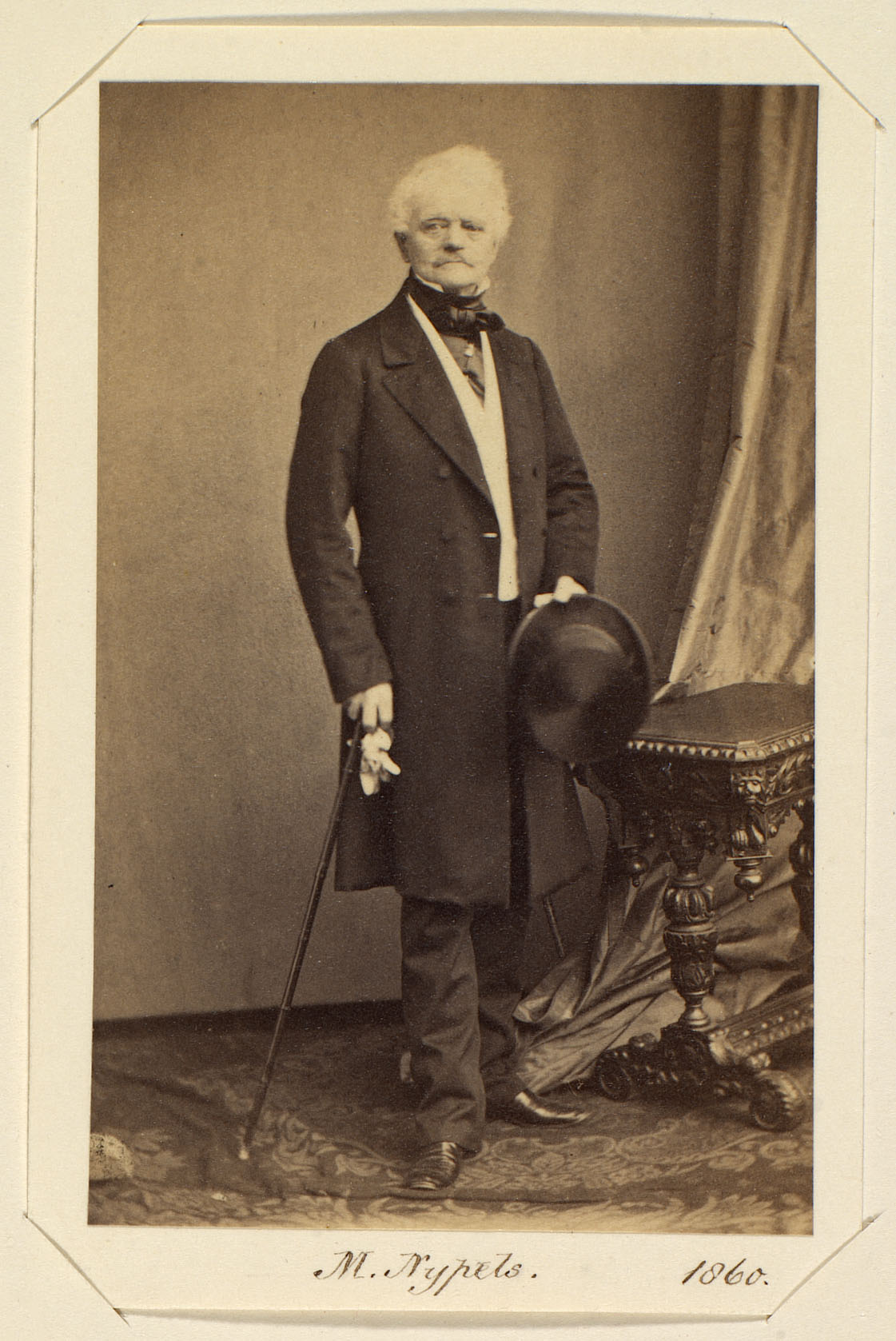
Le général André-Lambert Nypels, commandant en chef des volontaires belges.

### Belges

#### Armée de volontaires

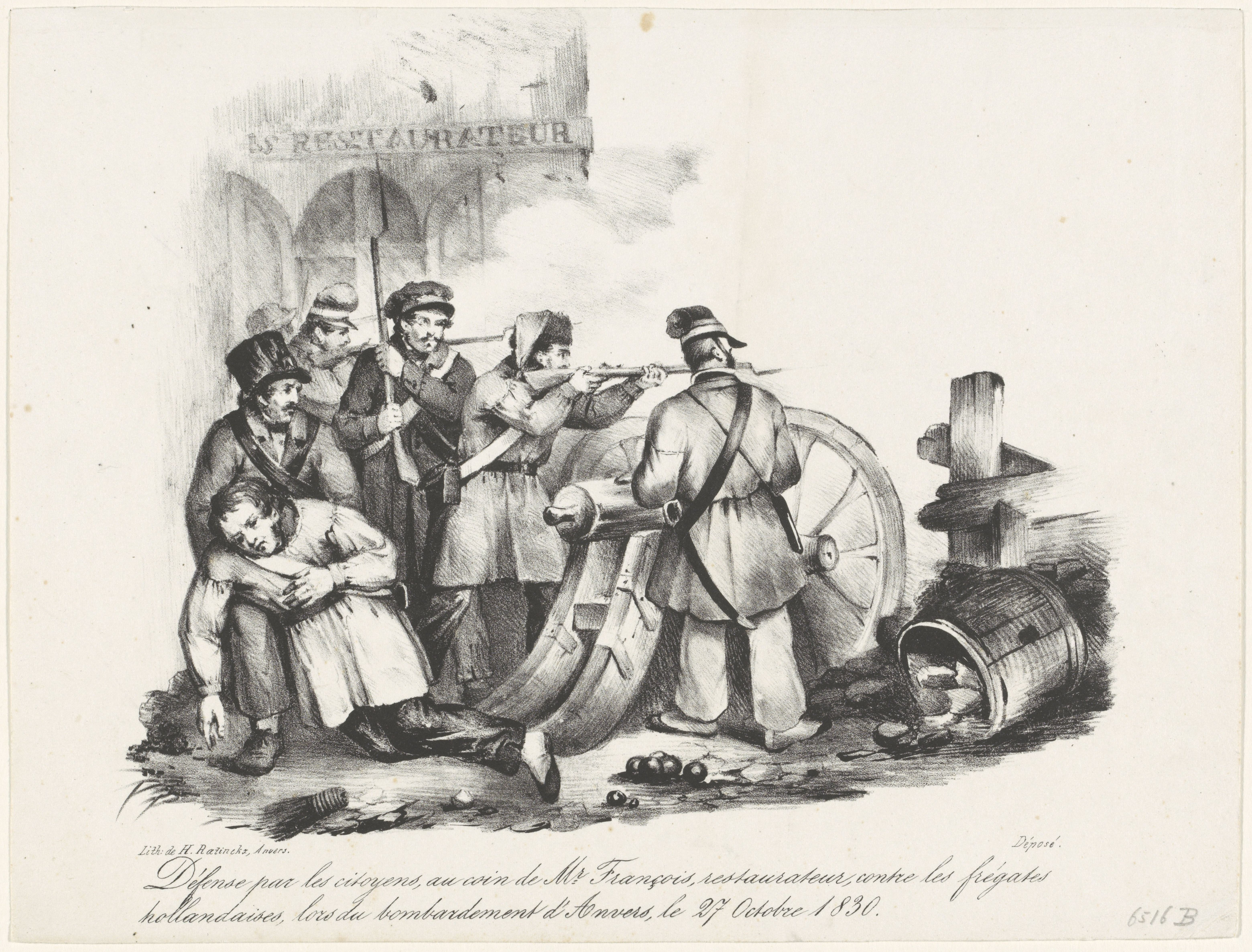
Les volontaires belges tirant au canon sur la flottille néerlandaise qui bombarde la ville le 27 octobre.

Les volontaires de la révolution belge de 1830 étaient à ce moment commandés par le général Lambert Nypels, et essentiellement répartis en deux brigades avant leur arrivée à Anvers : l'une commandée par Charles Niellon et l'autre par Anne François Mellinet. Ce dernier cita la bravoure de ses hommes dans son rapport et mentionna tout particulièrement  les tirailleurs bruxellois du capitaine Schavaye, les « inséparables Parisiens-Belges », les compagnies de Courtrai, de Jodoigne, de Mons, de Namur, de Nivelles et de Péruwelz.
On note également la présence des du corps franc liégeois de 1830, commandé par le major Lochtmans.

### Volontaires anversois
L'insurrection menée à l'intérieur d'Anvers par Frans-Lodewijk Van den Herreweghe, se composait de bourgeois de la garde civique d'Anvers et de volontaires issus du peuple, dont bon nombre de dockers et d'ouvriers du port d'Anvers.

### Néerlandais

#### Position fortifiée d'Anvers

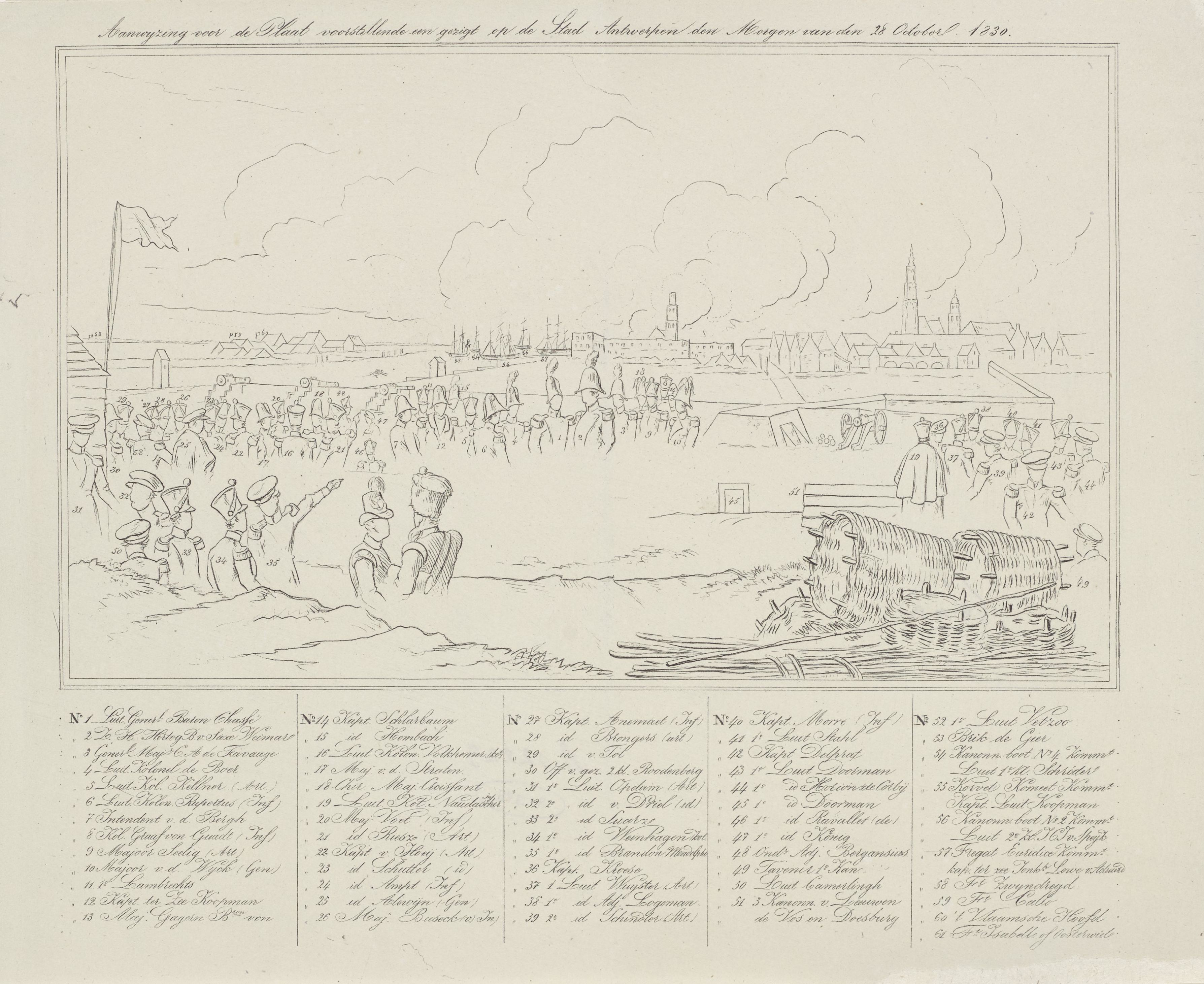
Les soldats néerlandais dans la citadelle d'Anvers.

Les troupes néerlandaises étaient réparties dans plusieurs places fortes de la position fortifiée d'Anvers :
- La citadelle d'Anvers, à l'intérieur des murailles de la ville ;
- Le fort de Tête de Flandre, en face de la ville, sur la rive gauche de l'Escaut ;
- Le fort Lillo, au nord de la ville sur la rive droite de l'Escaut ;
- Le fort Liefkenshoek, au nord de la ville sur la rive gauche de l'Escaut ;

Ces garnisons se voient renforcées par le reste de l'armée du prince Frédéric, composée d'environ 8 000 hommes commandés par Bernard de Saxe-Weimar-Eisenach, allant de défections en défaites depuis les Journées de Septembre. Toutefois, la désertion est de plus en plus courante au sein de l'armée, particulièrement après le mois d'octobre quand le contrat de nombreux soldats se termine.

#### Flotte sur l'Escaut

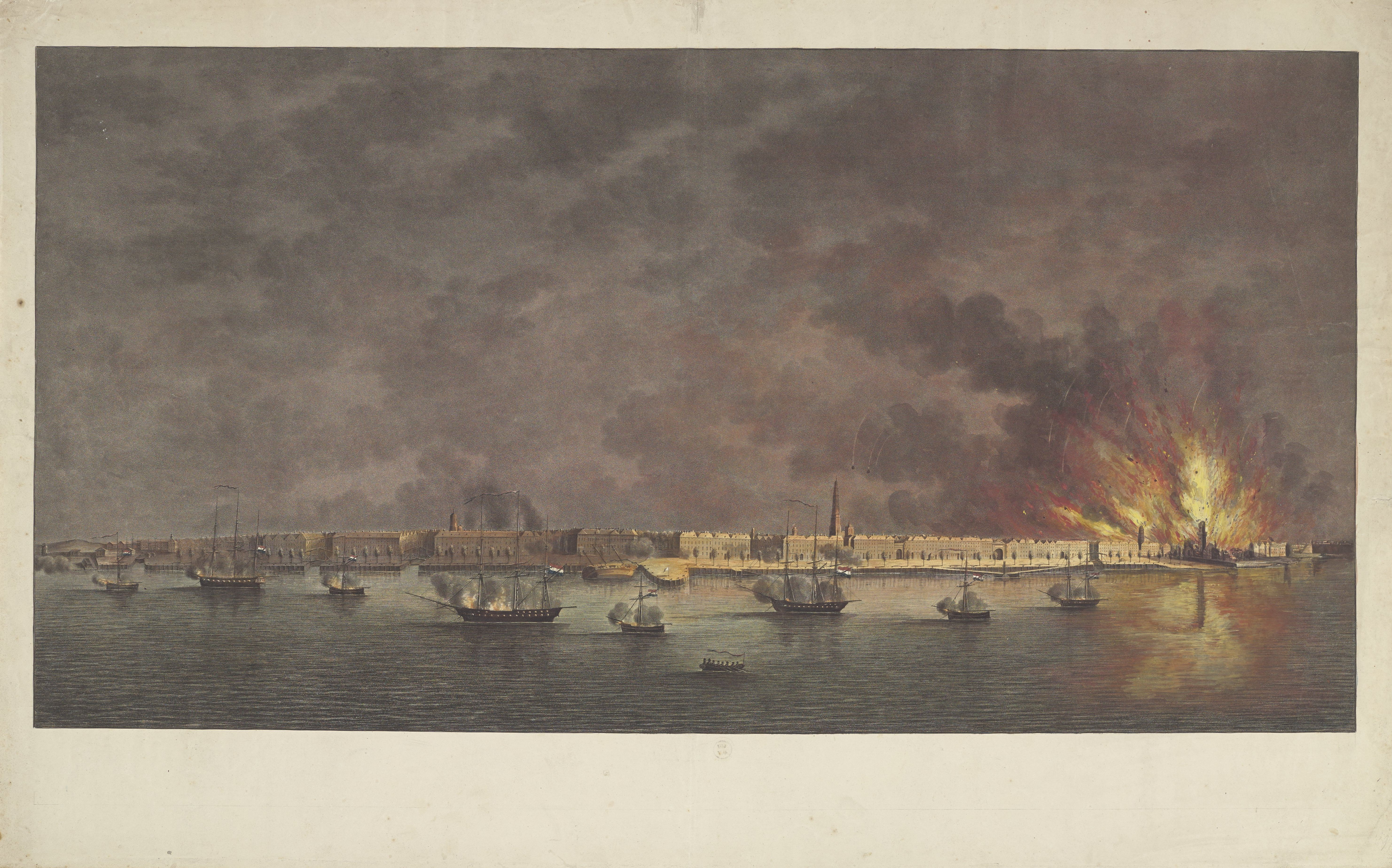
La flotte de la marine royale néerlandaise participant au bombardement depuis l'Escaut.

La flotte de l'Escaut était commandée par Jan Evert Lewe van Aduard (1774-1832) (nl) et composée des huit navires suivants, présentant leurs 90 canons façe à Anvers  : 
- La cannonière n°2, sous le commandement du Luitenant ter zee 2e klasse Jan van Speijk (nl) ;
- La cannonière n°4, sous le commandement du Luitenant ter zee 1e klasse J. Schröder ;
- La cannonière n°6, sous le commandement du Luitenant ter zee 2e klasse J. W. van Maren ;
- La cannonière n°9, sous le commandement du Luitenant ter zee 2e klasse X. A. Schuit ;
- L'Euridice[47], une frégate sous le commandement du Kapitein-ter-zee Jan Evert Lewe van Aduard (1774-1832) (nl)
- La Gier, un Brick sous le commandement du Luitenant ter zee 1e klasse J. A. Zoutman ;
- La Komeet, une corvette sous le commandement du Kapitein-Luitenant ter zee Jan Coenraad Koopman (nl) ;
- La Prosperina, une corvette sous le commandement du Kapitein-Luitenant ter zee H. W. van Maren ;

Les Anversois tirent sur les navires depuis les caves, les maisons et les barricades avec des fusils et des canons. Le rapport des pertes dans la marine au 27 octobre est de 17 morts dont les lieutenants L. G. Maas et Justus Klinkhamer, et 36 blessés.

## Suites

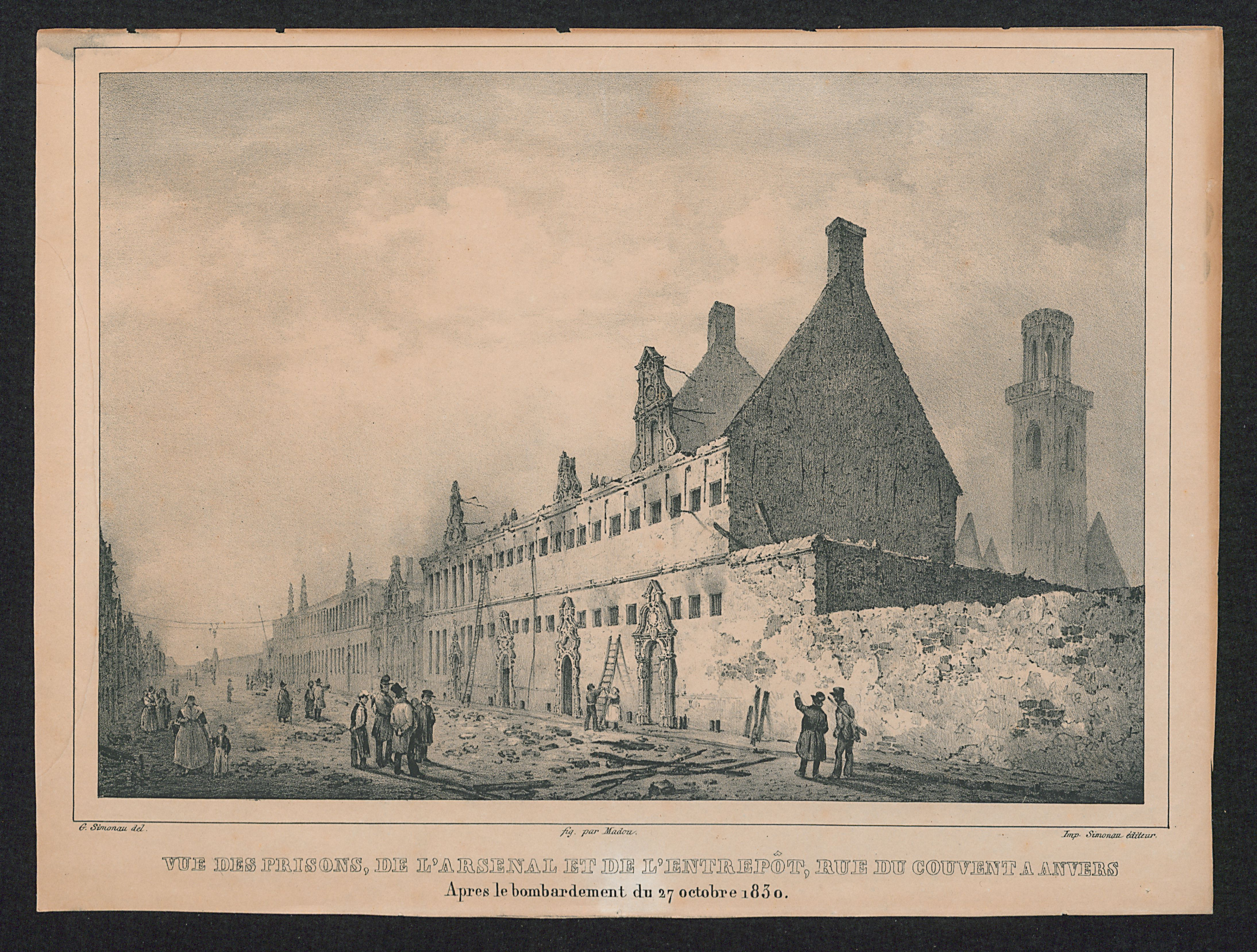
Vue de la prison, de l'arsenal et de l'entrepôt après le bombardement.

### Militaires
- L’armistice, d'abord provisoire puis prolongée dès le 30 octobre, permet de lancer les premières négociations au sujet des frontières de la Belgique et le début des relations entre la Belgique et les Pays-Bas. Le gouvernement provisoire de Belgique fait savoir au général Chassé et à la diplomatie néerlandaise qu'il se contenterait des anciennes frontières des Pays-Bas méridionaux, correspondant aux provinces de Belgique, à condition que le roi Guillaume consente à évacuer la citadelle d'Anvers, à retirer sa flottille de guerre de l'Escaut et à garantir le libre passage sur celle-ci. Dans le cas contraire, la citadelle sera attaquée après le jeudi 4 novembre et que l'armée belge se dirigera ensuite vers Bréda, Berg-op-Zoom, et Bois-le-Duc[49]. La guerre belgo-néerlandaise est ensuite stoppée à la demande des puissances européennes réunies lors de la conférence de Londres dès novembre.
- La citadelle d'Anvers n'ayant pas été prise, le général Chassé y demeure avec sa garnison et n'en est délogé que deux ans plus tard lors du siège mené par un corps expéditionnaire français du 15 novembre 1832 au 23 novembre, date à la quelle la citadelle passe officiellement sous contrôle belge.
- La marine royale néerlandaise entame le blocus de l'Escaut.

### Politiques
- Le 3 novembre, des élections sont tenues en vue de choisir les futurs membres du Congrès national. L'arrondissement d'Anvers élit neuf membres : Jean-Baptiste Claes (nl), Albert Cogels, Henri Cogels, Charles de Wael (qui refusera le poste[50]), Antoine Dhanis van Cannart, Ferdinand du Bois, Pierre Louis Martin Jacobs, Gérard Le Grelle, Jean Osy, et Joseph Werbrouck-Pieters (nl).
- La prise d'Anvers permet à François de Robiano d'entrer en fonction en tant que nouveau gouverneur de la province d'Anvers en lieu et place d'Alexandre François Ghislain van der Fosse.
- Le Congrès national belge vote l'exclusion à perpétuité de la maison d'Orange-Nassau du trône de Belgique lors du décret constitutionnel du 24 novembre 1830 et déclare :

« Le nom du Prince d'Orange est à jamais enseveli sous les ruines encore fumantes de la ville d'Anvers. »

## Réactions

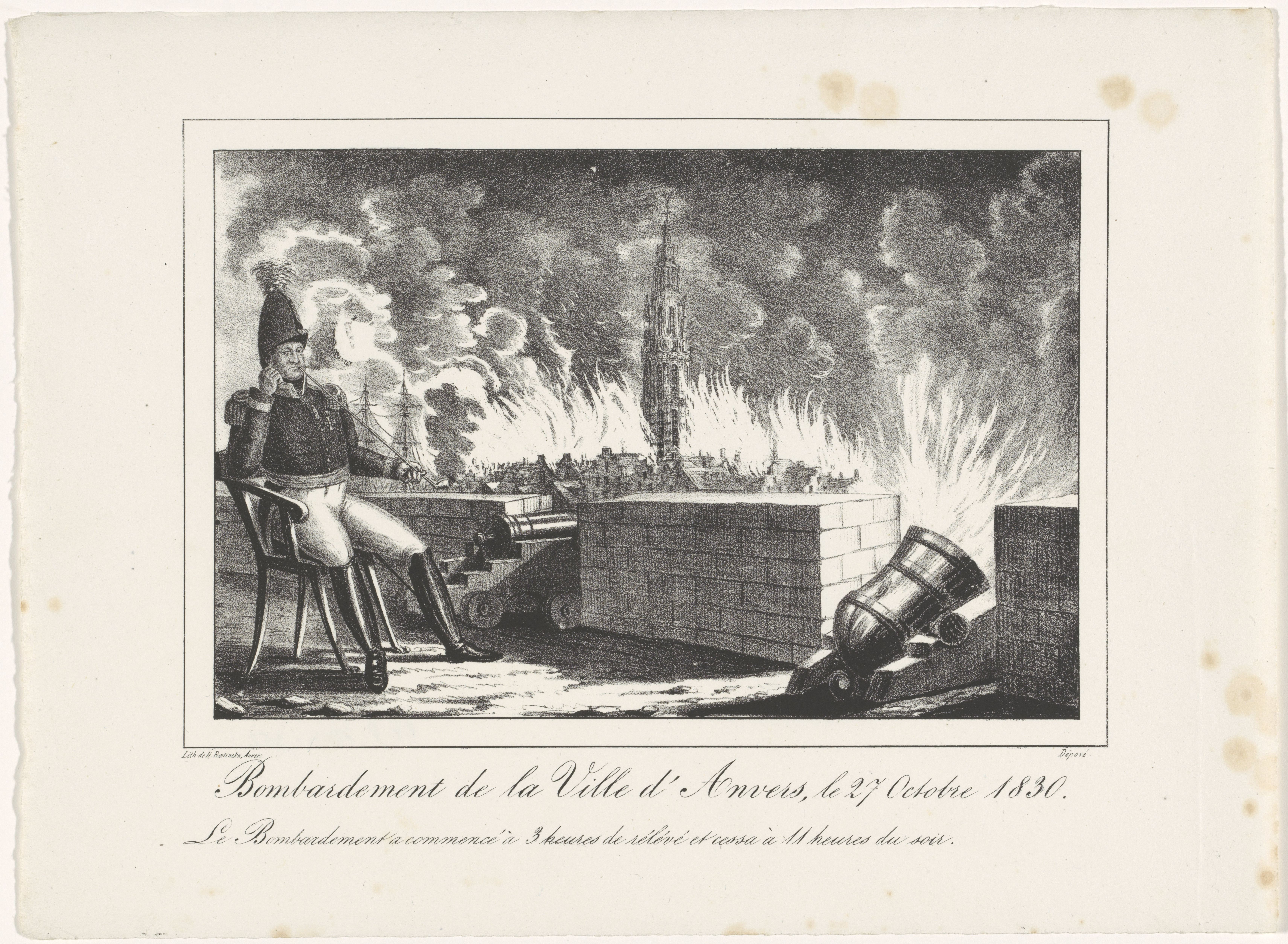
Lithographie satirique représentant le général Chassé pendant le bombardement d'Anvers.

### Dirigeants belges et propagande
Le bombardement du 27 octobre 1830 fut repris par les patriotes belges afin d'alimenter la propagande « anti-hollandaise » et de favoriser l'unionisme en Belgique. L'ampleur des dégâts causés à la ville a été exagéré car, à quelques exceptions près, seul le quartier de Saint-André fut touché, les boulets visant essentiellement l'arsenal, que venait de prendre les belges, ainsi que l'entrepôt. La majeure partie des boulets tirés par la flottille passèrent au-dessus de la ville et tombèrent dans la campagne. Charles White dit, en parlant du général Chassé : « S'il eût tiré avec la totalité de ses mortiers et de ses obusiers, si les vaisseaux n'eussent pas élevé leur tir de manière à faire passer les projectiles sur la ville, au lieu de les concentrer sur un point, il est incontestable qu'à l'expiration des sept heures du bombardement, Anvers n'aurait plus été qu'un monceau de ruines. »

Les généraux Nypels et Mellinet commandant les volontaires belges font afficher la proclamation suivante dans Anvers dès le 28 octobre : 

« Les désastres qui ont accablé la ville d'Anvers ne peuvent être attribués qu'à la malveillance; il est de notoriété publique que les troupes nationales n'ont aucun reproche à se faire à cet égard. Il est malheureux que quelques coups de fusils tirés par des hommes ivres et sans aveu aient décidé le commandant d'une forteresse à incendier toute une ville...
Une convention a été conclue entre le commandant de la citadelle et les chefs de l'armée citoyenne. Il ne sera plus tiré sur la ville. 
Tous les habitants doivent concourir avec nous à la stricte exécution de cette convention. Il est temps que la garde bourgeoise se montre, et que les chefs nous aident à maintenir l'ordre; de fortes patrouilles circulent pour cet objet. 
Tous les citoyens sont autorisés à désarmer tout individu qu'ils rencontreront dans la ville; les notables doivent sur-le-champ aviser aux moyens qui peuvent rétablir la tranquillité publique et se réunir à cet effet à l'Hôtel de ville. 
Au Quartier Général à Anvers, le 28 octobre 1830. 
Le général-commandant, Melllnet. 
Approuvé par le général en chef, Nijpels. »

### Rapports officiels
- Côté belge, le 30 octobre 1830, le général Mellinet publie un résumé des rapports adressés au général en chef, sur l'ensemble des opérations de l'armée de l'Escaut[21].
- Côté néerlandais, un rapport officiel des évènements est établi le 31 octobre 1830 à La Haye par Monsieur Van der Wijck[54].

### Presse
- Le journaliste belge Édouard Ducpétiaux, correspondant du Courrier des Pays-Bas emprisonné à Anvers jusqu'au 11 octobre et témoin direct des évènements, déclare dans une lettre écrite pendant le bombardement [55] :

« (...) La position, l'incendie de Bruxelles, pendant les Journées de septembre, ne sont rien en comparaison de ce qui se passe ici : les boulets, les bombes tombent à nos côtés ; les femmes, les enfants se désolent, crient, pleurent, s'arrachent les cheveux. C'est une vengeance inique que les Hollandais exercent sur Anvers; c'est son commerce, sa prospérité toujours croissante qu'ils veulent anéantir et qu'ils anéantiront en la livrant aux flammes. Que l'Europe juge maintenant Guillaume et ses satellites, qu'elle ose encore leur prêter son appui ! »

## Dans la culture populaire

### Personnalités présentes

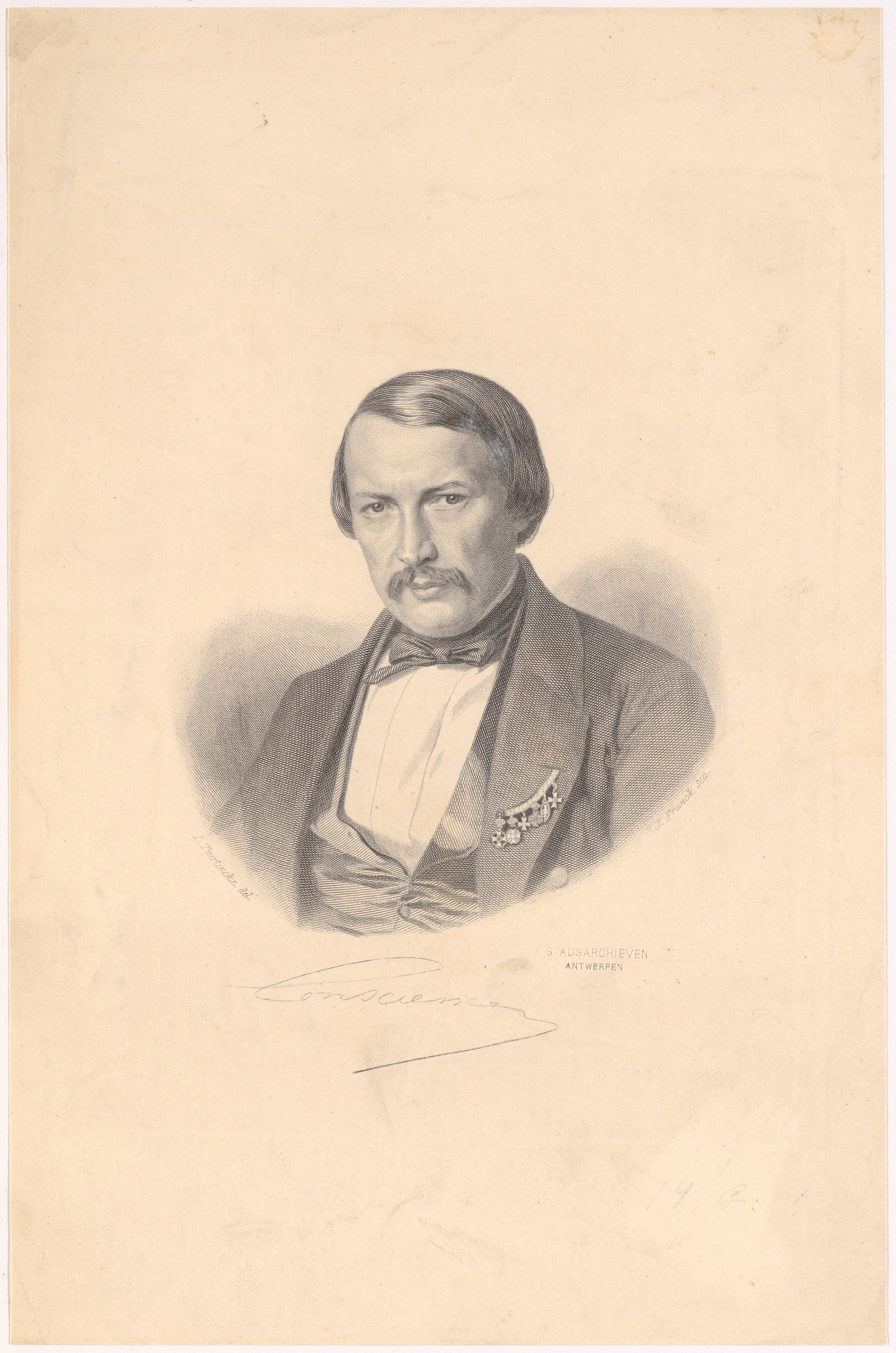
Hendrik Conscience, écrivain belge, habite Anvers au moment des faits.

Plusieurs personnalités furent témoins des évènements d'octobre 1830 à Anvers. Parmi eux : 
- Hendrik Conscience, écrivain belge ;
- Everhardus Johannes Potgieter, écrivain néerlandais qui raconte ce qu'il avait vécu au travers de différents récits[56] ;
- Charles White, écrivain anglais, auteur du livre Histoire de la révolution belge de 1830. Il écrit au sujet du bombardement[35] :

« La terreur et la stupéfaction des habitants sont au-dessus de toute description. Quelques-uns s'étaient retirés dans leurs caves et leurs celliers ; les autres couraient éperdus à travers les rues, poussant des cris d'effroi et de douleur. Ceux qui possédaient des chevaux et des voitures, n'importe de quelle espèce, rassemblaient à la hâte les principaux objets de valeur, et s'enfuyaient dans les campagnes. D'autres, songeant seulement à sauver leur vie, sortaient des portes à pied pour chercher un refuge dans les champs voisins. Les vieillards, les femmes enceintes, les enfants riches et pauvres, malades ou bien portants, fuyaient en désordre. »

 ;
- L'un des deux consulats du Royaume-Uni de Grande-Bretagne et d'Irlande se trouve à Anvers au moment des évènements (l'autre était à Ostende). Les correspondances entre le consul John de Hochepied-Larpent (en) et Londres ont été retrouvées et publiées[57], témoignant de l'agitation qui règne à Anvers pendant cette période ;

### Illustrations
Les combats d'Anvers et tout particulièrement le bombardement de la ville du 27 octobre 1830, ont fait l'objet de nombreuses illustrations artistiques, que ce soit sur des lithographies ou des peintures. Le Rijksmuseum Amsterdam dispose notamment des collections d'Henry Ratinckx et de sa série de 19 planches à propos des combats d'Anvers (Negentien platen van de gevechten in Antwerpen, 26-27 oktober 1830). En voici quelques exemples :

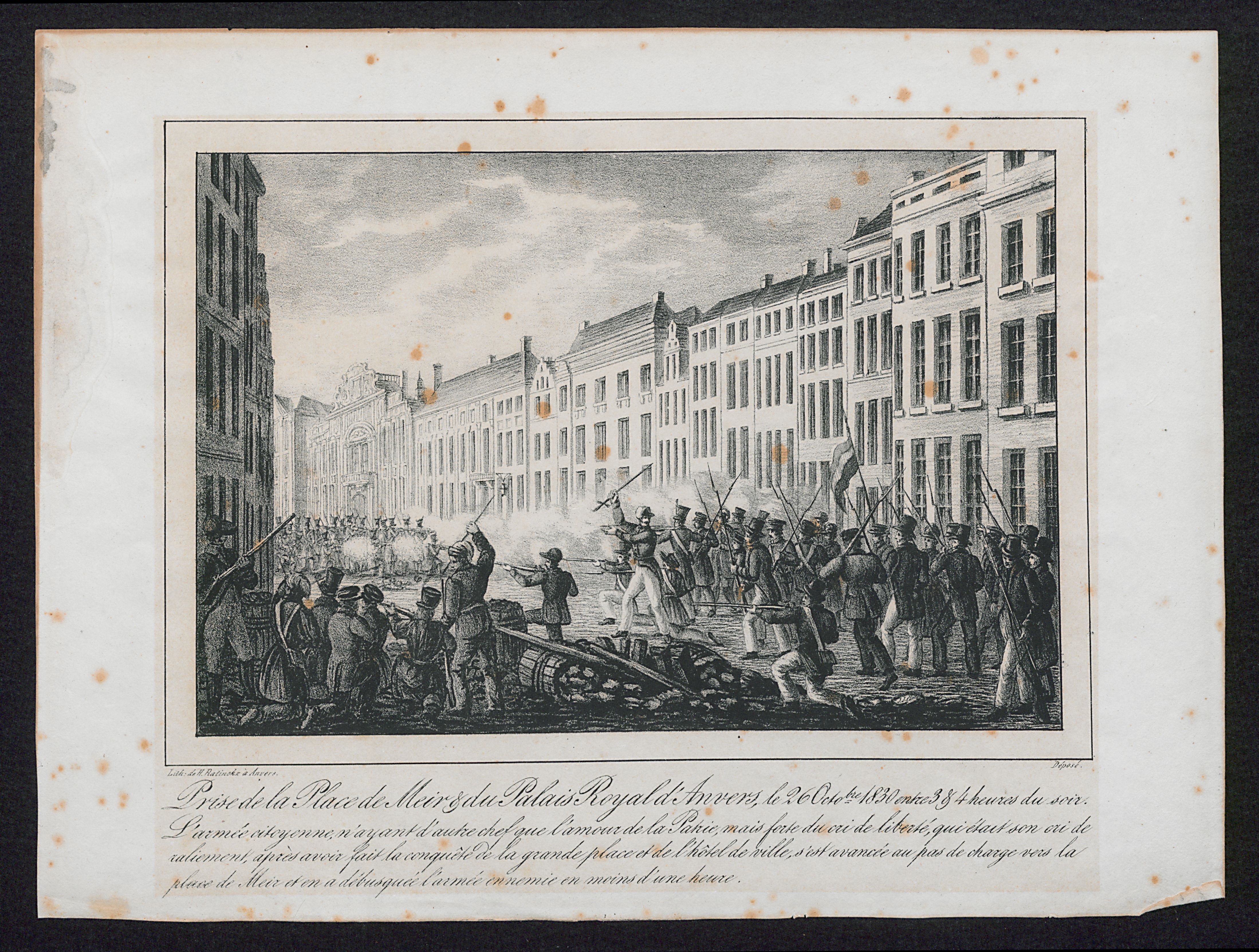
Le corps franc anversois prenant le palais royal d'Anvers et la Meir le 26 octobre.
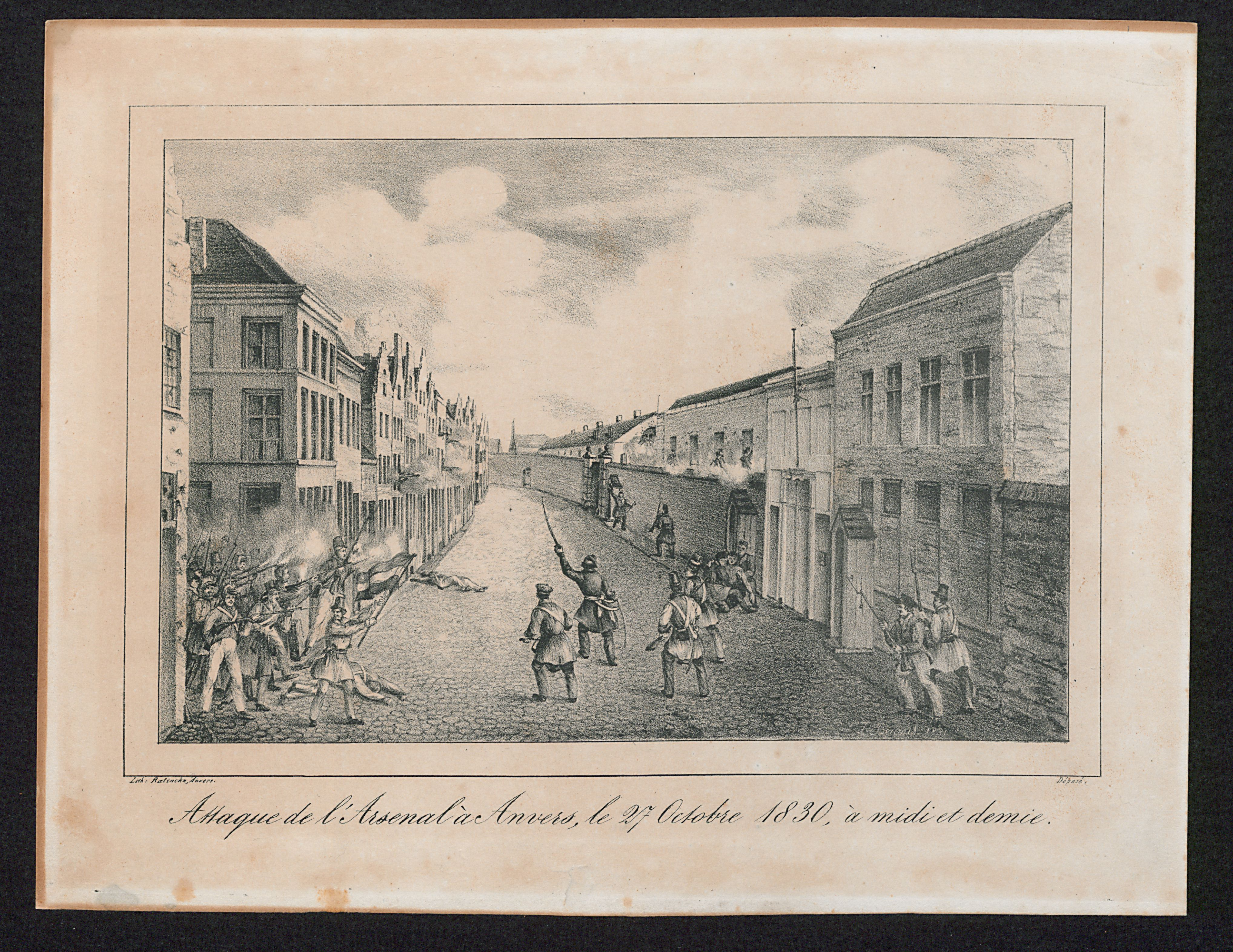
L'attaque de l'arsenal par les troupes belges.
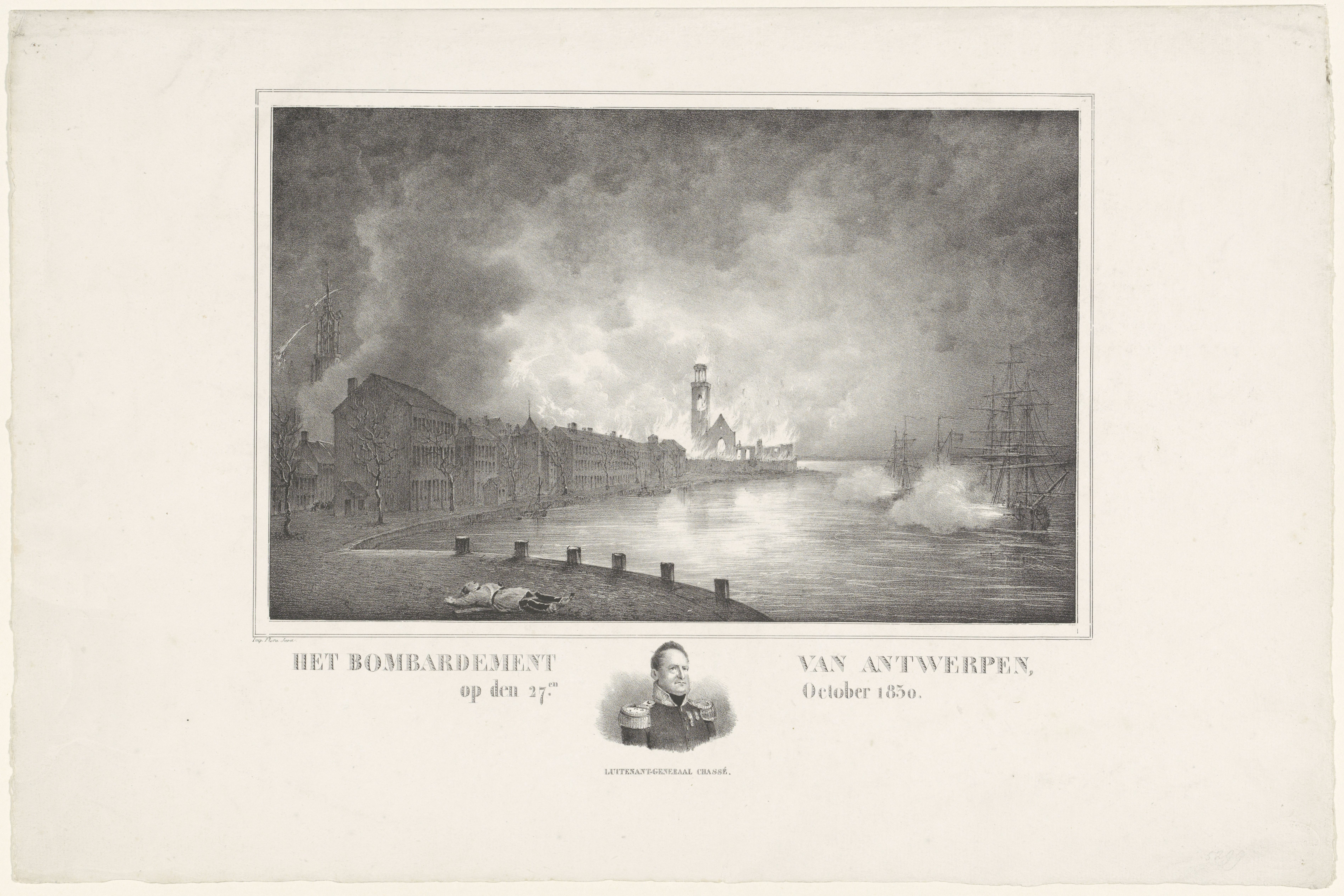
Le bombardement d'Anvers, par Henry Ratinckx.
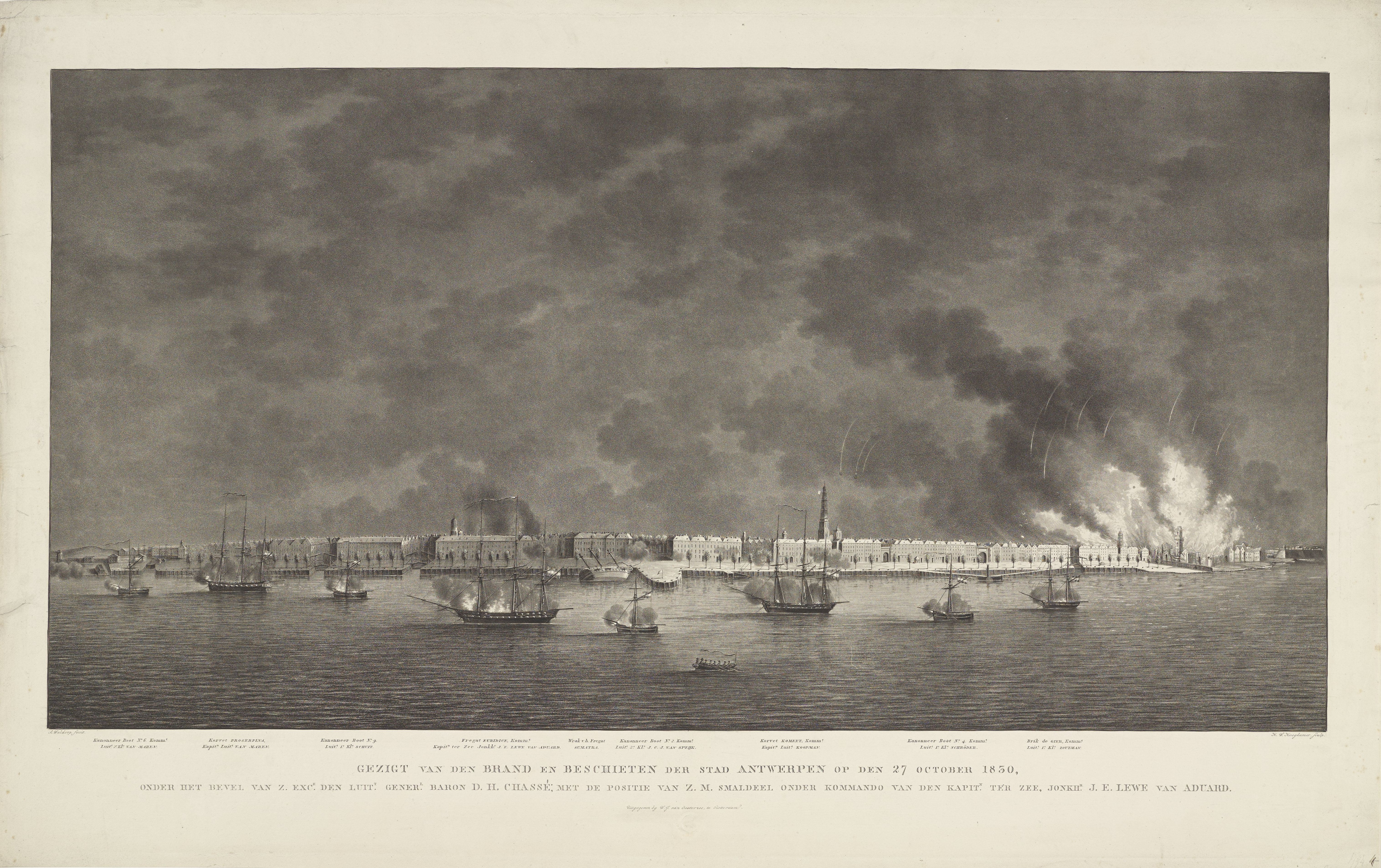
Le bombardement d'Anvers et le détail des navires de la flottille, par Willem Hendrik Hoogkamer.
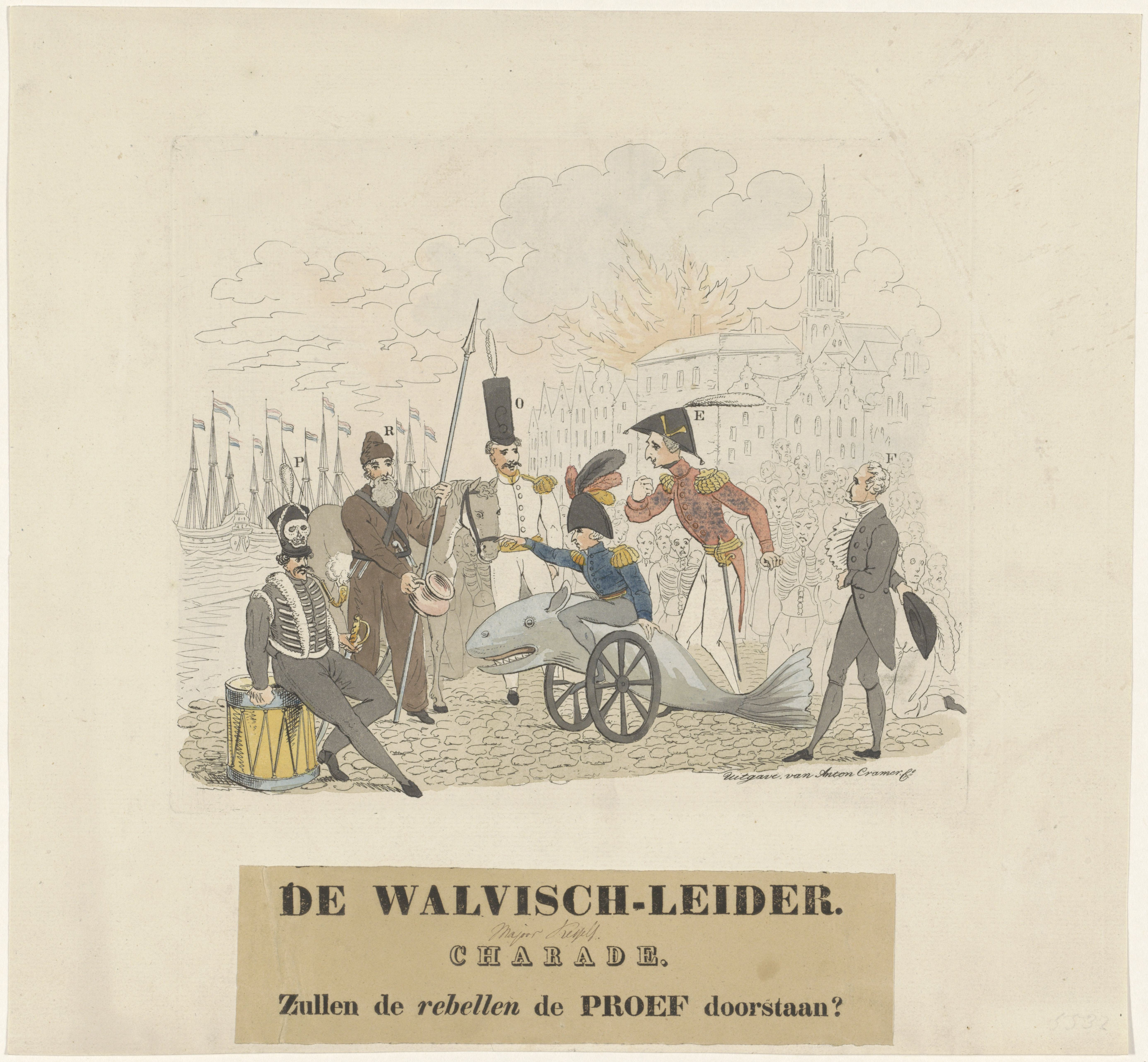
Caricature d'Herman Kessels, assis sur une baleine à roulettes, avec un Prussien (P), un cosaque russe (R), un Autrichien (O), un Anglais (E) et un Français (F) sur le quai tandis qu'à l'arrière-plan la population meurt de faim et que la ville d'Anvers est incendiée par la flotte néerlandaise.

## Hommages

### Belgique

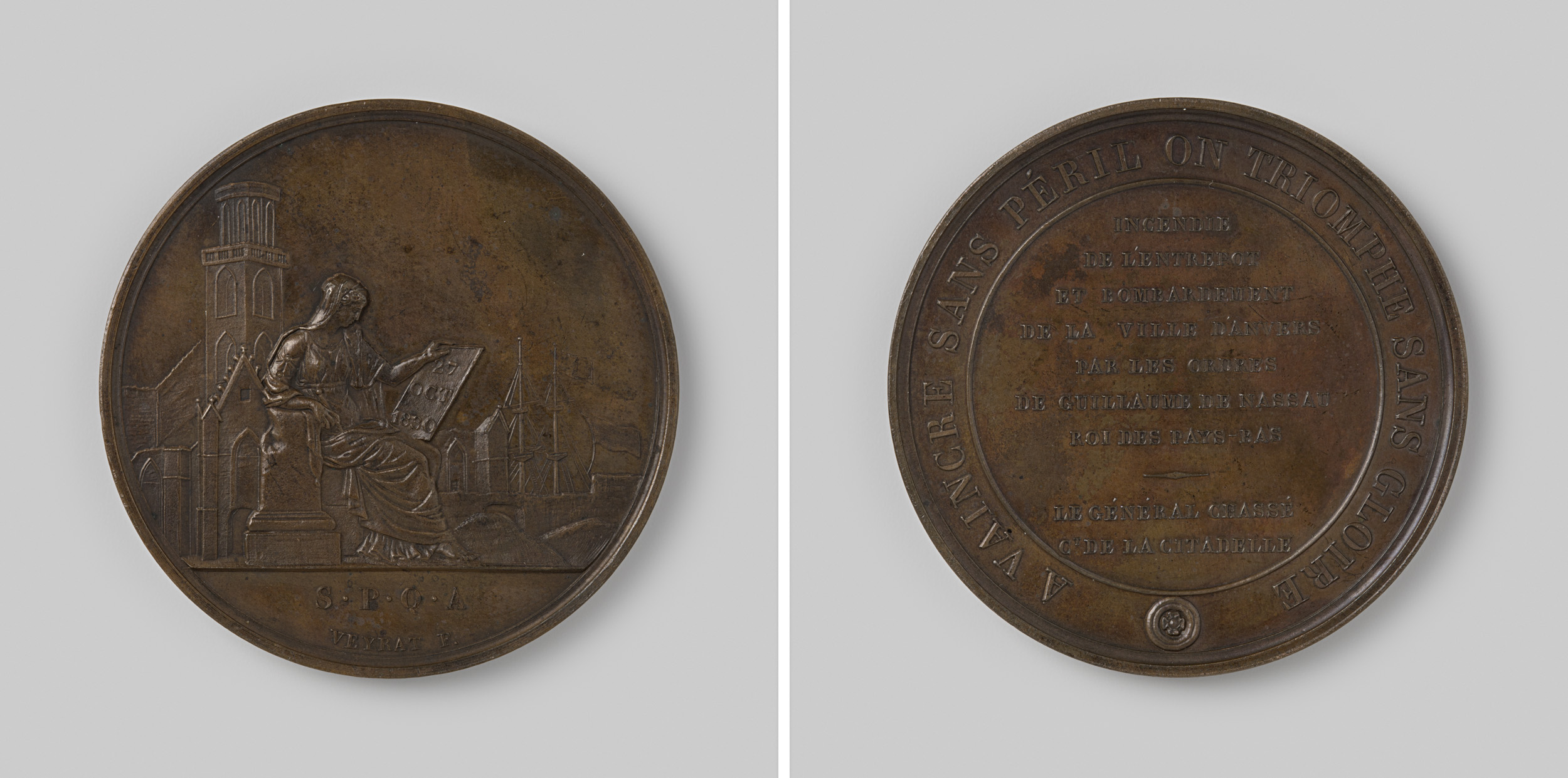
Pièce commémorative du bombardement d'Anvers.

- Pour ses différents rôles tout au long de la révolution belge, la ville d'Anvers fut récipiendaire de l'un des cent drapeaux d'Honneur de 1830 remis par le roi des belges, Léopold Ier.
- Des pièces commémoratives du bombardement furent frappées avec, pour inscription : « À vaincre sans péril, on triomphe sans gloire ».

### Pays-Bas

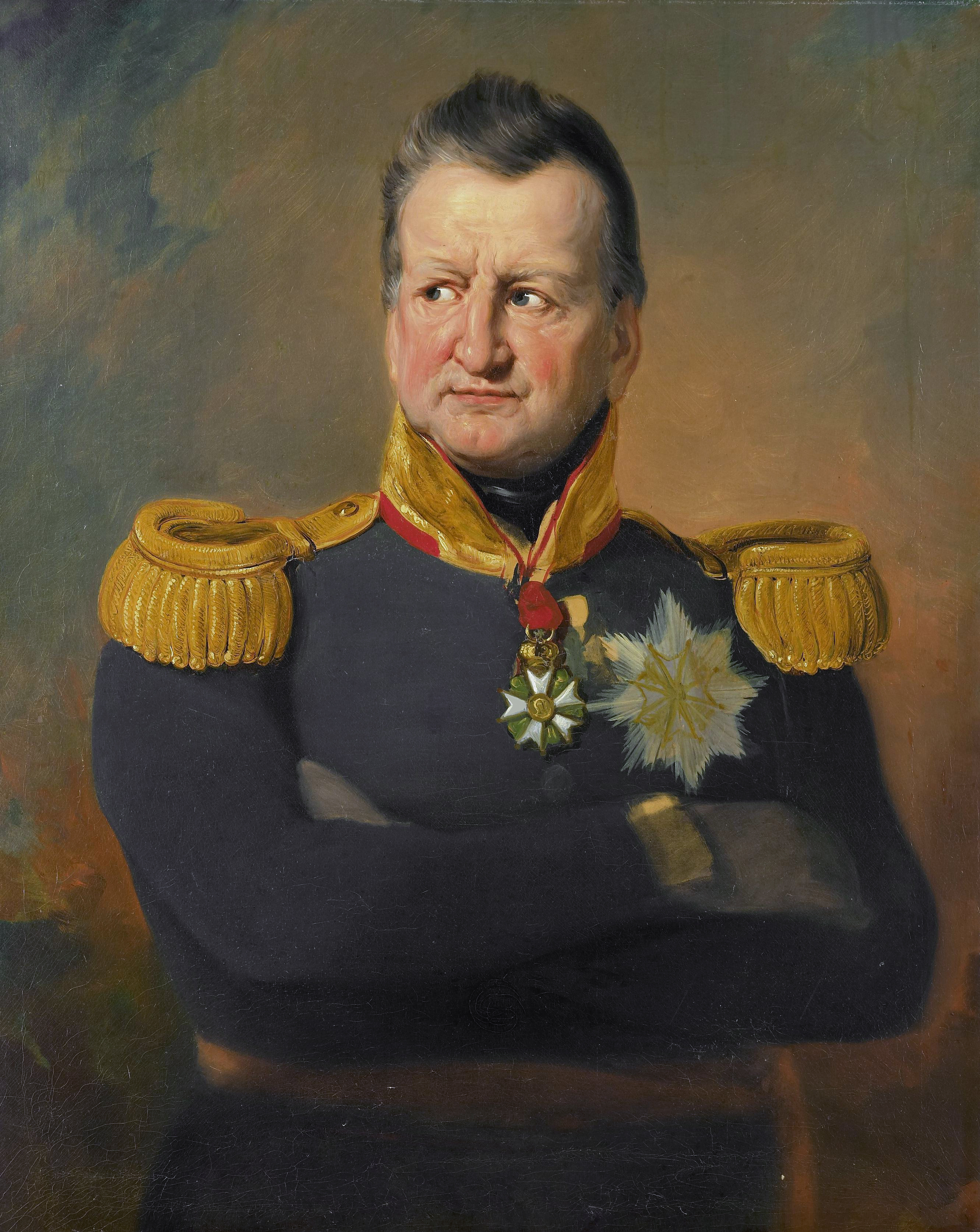
Le général « hollandais » David Chassé, commandant de la citadelle d'Anvers.

- Pour son action, le général David Chassé est nommé « grand-croix » de l'ordre militaire de Guillaume.
- La flottille de la marine royale néerlandaise reçoit les félicitions du général Chassé en personne, par une lettre du 2 novembre encensant la « conduite exemplaire » des « héros de la mer »[58] :

« Zeehelden !
De dag van den 27sten October laatstleden heeft mij bewijzen opgeleverd, dat het heldenbloed van uwe voorvaderen im ruime mate in uwe aderen stroomt. Uw gedrag is voorbeeldig geweest; Gij hebt gevochten met leeuwenmoed, en de Antwerpenaars overtuigd, dat gij lijf en leven voor Zijne Majesteit veil hebt, en zijne regten tot het uiterste wilt verdedigen. 
Ik ben ten hoogste voldaan over uw gedrag, en Zijne Majesteit zal hiervan geenszins onkundig blijven. Ik reken, in het vervolg op uwe standvastigheid en moed, en durf u reeds voorloopig, indien elk zijn pligt betracht, van de overwinning verzekeren.
Hoofdkwartier Antwerpen, op de citadel, den 2den November 1830. De Luitenant-Generaal, kommanderende de citadel van Antwerpen en het 4de groot Militair Kommando,
(Get.) Baron Chassé. »